# Selinunte
Selinunte (Selinus, (en griego: Σελινοῦς), en griego antiguo: Σελῑνοῦς, romanizado: Selīnoûs, Silinunti en siciliano, también Torre dei Pulci ) es una antigua ciudad griega del sur de la isla de Sicilia, en la actual provincia de Trapani, en la costa sudoeste, en la desembocadura del río Selinunte, a unos 6 km al oeste del río Hipsa. Selinunte está atravesada al oeste por el río Modione, el antiguo Selinos, y al este por el Gorgo de Cottone.
El yacimiento arqueológico se encuentra en el territorio del municipio de Castelvetrano.
El yacimiento arqueológico contiene muchos grandes templos, el más antiguo data del 550 a. C., con cinco edificados en la acrópolis. El conjunto de construcciones arquitectónicas presentes en el interior del parque arqueológico de Selinunte se subdivide en cuatro grupos: la colina de Manuzza, la acrópolis, las necrópolis y la colina Gaggera.
En su apogeo, la ciudad pudo haber tenido 30 000 habitantes, sin contar a los esclavos. Fue destruida y abandonada en el año 250 a .C. y nunca volvió a ser reocupada.

## Situación geográfica
Selinunte se construyó en lo alto de una altiplanicie calcárea de escasa altitud, situada entre la desembocadura del río Modio, donde se encontraba el puerto. La altiplanicie termina junto al mar en forma de acantilado bastante alto y de fácil defensa. En esta terraza perpendicular a la franja costera se situó la acrópolis, mientras que otro sector de la ciudad ocupó la colina de Manuzza orientada en sentido noroeste-sureste, que se extendía suavemente hacia el interior y está unida a la acrópolis por medio de un angosto paso.
Situada al oeste de la costa meridional de Sicilia, en el golfo entre Capo San Marco y Capo Granitola, Selinunte se encontraba a lo largo de las rutas marítimas que los fenicios utilizaban desde hacía mucho tiempo. También se encuentra en la zona más cercana a los fenicios presentes entonces en Sicilia. Estas dos ventajas hicieron posible que los contactos y el comercio fueran fructíferos. Por estas razones, pero también porque Mégara Hiblea, la ciudad madre, no podía extenderse ni hacia el norte (donde estaban establecidos los calcídicos de Catania, Leontinos y Naxos) ni hacia el sur (donde estaban los corintios de Siracusa), se eligió este lugar para fundar la colonia.
La ciudad poseía dos puertos, el de la desembocadura del Selinos y el de la salida al mar de Gorgo Cotone, que actualmente están colmatados. De baja calidad, se prefirió la rada de Heraclea Minoa y la desembocadura del Mazaro.

## Etimología

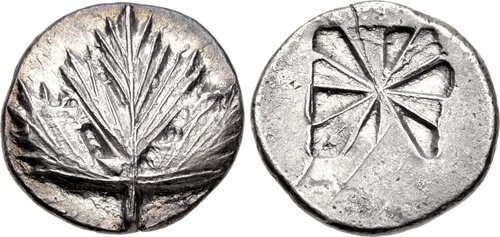
Moneda de Selinunte donde se muestra la hoja de sélinon. Didracma del (ANS 685).

La ciudad debe su nombre, bastante común en el mundo griego, al río Selinus (el actual Modione), que toma su nombre de la planta medicinal sélinon (σελινον) endémica de la zona, el apio, y que se utilizaba para coronar a los vencedores en los Juegos Ístmicos y Nemeos. Era el símbolo de la ciudad y figuraba en las monedas de la época. Era la colonia más occidental de la isla de Sicilia.

## Historia

### Fundación
La fecha de la fundación de Selinunte es objeto de debates: las fuentes literarias antiguas dan 628/627 a. C., según Tucídides, o 651 a. C., según Diodoro Sículo, y Jerónimo de Cardia hacia el 654 a. C.
Especialistas, como Lorena Jannelli, se inclinan por la fecha dada por Diodoro, mientras que otros, como Roland Martin, prefieren la fecha dada por Tucídides. Los descubrimientos arqueológicos no permiten decidir entre estas dos fechas, pero la fundación de la ciudad debe situarse entre las dos, a no ser que hubiera dos momentos en la colonización y la segunda fecha corresponda al reconocimiento oficial de Selinunte por su madre patria.
La ciudad fue fundada principalmente por colonos procedentes de Mégara Hiblea, lo que concuerda con los relatos antiguos que afirman que fueron guiados por un tal Pámilo, un dorio de Mégara Hiblea. Las investigaciones sugieren ahora que en su fundación participaron también corintios y megarenses de Mégara (Mégara Nisea), la metrópoli de Grecia.
La colonia prosperó a lo largo del siglo VI a. C. y construyó majestuosos templos en su acrópolis. El asentamiento también creció. Se construyó alrededor de la acrópolis una muralla de 1200 metros de longitud, con 3 puertas y flanqueada por 5 torres. Se reparó en el 408 a. C. bajo la égida de Hermócrates, luego bajo la dominación cartaginesa y hasta las invasiones árabes.
De su historia interior se conoce poca cosa. Primero gobernada por oligarquías, pasó después a ser gobernada por tiranos y hacia el 510 a. C. estaba bajo el gobierno del tirano Pitágoras, que fue derrocado por el espartano Eurileonte que asumió el poder, pero fue derrocado a su vez por una revuelta popular.
El siglo siguiente fue también muy próspero y la ciudad atrajo a una población cosmopolita: griegos, sicilianos, italoetruscos, semitas.
En su apogeo, antes del 409 a. C., la ciudad pudo tener 30 000 habitantes, sin contar los esclavos, y gozaba de influencia comercial y cultural en toda Sicilia occidental.

## Esfera de influencia, cultura y apogeo
El ámbito de influencia de Selinunte se extiende aguas arriba del valle del Belice (antiguo Hipsa), especialmente en Entella. Selinunte difundió sus cultos y su alfabeto en este valle. Aunque la historia está salpicada de conflictos entre Selinunte y su rival élima, Segesta, las dos ciudades mantuvieron unas relaciones comerciales privilegiadas; Selinunte ofreció una aportación cultural griega a esta última  que se helenizó profundamente. Por ejemplo, en Segesta se encuentra la arquitectura griega, como demuestra su templo dórico, la cerámica ática, así como las monedas de inspiración griega. Además, el alfabeto de Segesta estaba directamente influenciado por el de Selinunte. Las peleas entre las dos ciudades eran a menudo el resultado de disputas familiares derivadas de matrimonios mixtos que salían mal; los matrimonios mixtos estaban explícitamente permitidos en un tratado de epigamia.
Además de sus contactos con los élimos, Selinunte, debido a su posición en la frontera occidental del mundo griego, mantenía relaciones con el mundo fenicio, especialmente con la ciudad de Motia. Estos vínculos con diferentes culturas permitieron a Selinunte desarrollar un eclecticismo estilístico único en Sicilia.
El río Mazaro, a unos 20 km al oeste, era la frontera entre Segesta y Selinunte, y esta última tenía un emporio en su desembocadura. Por el otro lado se extendía hasta el Alico (actual Platani), en la desembocadura del cual colonos de Selinunte fundaron en 570 a C. Heraclea Minoa.  Esta última sirvió como puesto avanzado, antes de pasar a control cartaginés en 405 a. C.

### Relaciones con Cartago, ciudades griegas y destrucción
En conflicto territorial con los élimos, Selinunte se enfrentó a Segesta ya en el 580 a. C., la cual obtuvo la victoria gracias al apoyo de emigrantes de Rodas y Cnido, que después fundaron Lípari. Las guerras con Segesta continuaron durante mucho tiempo. La ciudad participó en los intentos de colonización griega del oeste púnico con Pentatlos hacia el 580 a. C. y Dorieo de Esparta hacia el 510 a. C., pero mantuvo una posición ambivalente hacia Cartago. 
Después de Regio e Hímera, tras la destrucción de Megara Híblea por Gelón, y probablemente como reacción a la voluntad hegemónica de Siracusa y a las pretensiones territoriales de Agrigento, la ciudad abrazó el partido cartaginés durante la gran expedición de Amílcar Magón. El contingente de Selinunte ofrecido a los cartagineses llegó tarde. Luego, durante la primera guerra greco-púnica (480 a. C.), que les opuso a las ciudades griegas sicilianas. Tras la derrota de Cartago, Selinunte acogió al hijo del general derrotado Amílcar Magón, pero cambió su política y se alió con las ciudades griegas con el objetivo de hacer sombra a su rival Segesta.
Es mencionada de nuevo en 466 a. C. ayudando a los siracusanos a derrocar a Trasíbulo.
Es posible que en 454 a. C. estuviera otra vez en guerra con Segesta.
Durante el siglo V a. C., Selinunte fue próspera y opulenta. Su situación estratégica y sus riquezas motivaron la codicia de los cartagineses y de las ciudades vecinas. Sus ciudadanos erigieron un tesoro (Tesoro de los selinuntios) en Olimpia y Tucídides la describe en el 415 a. C. como una ciudad donde había muchas riquezas en posesión de particulares o acumuladas en sus templos. Diodoro también habla de un largo período de tranquilidad y de una numerosa población en esta época. 
En 416 a. C., la disputa entre Segesta y Selinunte —motivada según Tucídides por cuestiones matrimoniales y disputas de tierras— originó la expedición ateniense del 415 a. C. Selinunte pidió ayuda a Siracusa y bloqueó a Segesta por tierra y mar. Los segestanos solicitaron apoyo a Atenas.Seguramente los asediadores se retiraron a la llegada de los atenienses, ya que no se vuelve a hablar del asedio. Los atenienses obligaron a Selinunte a someterse en términos moderados, y dirigieron su principal esfuerzo contra Siracusa. Selinunte es mencionada como aliada de Siracusa, a la que proveyó de soldados. Por otra parte, las fuerzas espartanas enviadas bajo el mando de Gilipo desembarcaron en la primavera del 413 a. C. en Sicilia y marcharon en ayuda de Siracusa junto con algunas tropas de Selinunte, Gela, Hímera y también sículos.
Como consecuencia de los recurrentes conflictos, Segesta recurrió entonces a Atenas y Cartago para asegurar su defensa. En el 415 a. C., los atenienses lanzaron la expedición a Sicilia, que finalizó en el 413 a. C. 
La derrota de los atenienses dejó a Segesta en manos de Selinunte y sus aliados. Segesta cedió sin condiciones el distrito fronterizo objeto de disputa, pero Selinunte pronto se consideró insatisfecha e hizo nuevos ataques a Segesta, que hubo de recabar ayuda a Cartago. Los segestanos y la fuerza expedicionaria cartaginesa derrotaron a Selinunte en una batalla (410 a. C.), y a la primavera siguiente un gran ejército cartaginés dirigido por Aníbal Magón (nieto de Amílcar que había muerto en Hímera) desembarcó en Lilibea y de allí pasó a Selinunte. La ciudad no estaba bien preparada para la defensa, con las fortificaciones en mal estado, y no recibió ayuda a tiempo de Siracusa, Agrigento y Gela como esperaba. Selinunte hizo una defensa desesperada, primero en las murallas y después casa por casa, pero los cartagineses, después de 10 días de lucha, ocuparon la ciudad y buena parte de los defensores fueron ejecutados. Unos 16 000 habitantes murieron, unos 5000 fueron hechos prisioneros  y solo 2600 pudieron escapar hacia Agrigento bajo la dirección de Empedión.
Debido a un conflicto con Segesta, ciudad aliada de Atenas, los atenienses fueron vencidos por los siracusanos y Segesta pidió ayuda a Cartago. Diodoro Sículo cuenta que el comandante cartaginés Aníbal Magón, en el 409 a. C., destruyó Selinunte después de un asedio que se saldó con 16 000 muertos y 5000 prisioneros. La ciudad fue asediada durante nueve días por un ejército de 100 000 cartagineses.
Aníbal destruyó las murallas pero, tras la intermediación de Empedión, que antes del asedio había aconsejado a los selinuntios no hacer la guerra a los cartagineses, permitió a los supervivientes que volvieran a la ciudad como tributarios de Cartago. Unos pocos miles de ellos se establecieron en la ciudad bajo la dirección de Hermócrates de Siracusa. En 405 a. C. el tratado entre Cartago y Dionisio I de Siracusa confirmó a Selinunte como posesión cartaginesa, pero la ciudad ya no recuperó su antiguo poder. Se fijó el río Alico como límite oriental. La emisión de monedas desapareció.
Fue reconstruida en el 408 a. C. por griegos y cartagineses, en particular por el siracusano Hermócrates. Este restauró a sus expensas parte de las fortificaciones de la acrópolis y construyó apresuradamente los dos baluartes de la puerta norte, que sustituyeron a las torres. Además, la mayoría de la población abandonó la acrópolis para concentrarse en los distritos exteriores. Sin embargo, la ciudad permaneció bajo el control de Cartago y tuvo que pagarle tributo. Los supervivientes griegos no pudieron regresar hasta el año 405 a. C., tras un tratado de paz firmado por Dionisio I de Siracusa  que, aprovechando los problemas causados por la conquista púnica, se hizo con el poder en Siracusa.
En 397 a. C. Selinunte se declaró a favor de Dionisio I de Siracusa durante la guerra contra Cartago, pero por el tratado de paz del 383 a. C. se fijó el río Alico como frontera oriental entre los selinuntios y los cartagineses. Poco antes de morir Dionisio la recuperó por las armas, pero fue una dominación efímera.
Selinunte experimentó un nuevo auge y renació bajo la tutela cartaginesa hacia el 320 a. C., y sirvió de base a las tropas púnicas en su conquista de Sicilia.
Nuevamente en 314 a. C., en un tratado de paz firmado por Agatocles, Selinunte, Heraclea Minoa e Hímera fueron confirmadas como posesiones cartaginesas «como lo habían sido antes».
En 276 a. C. durante la expedición de Pirro de Epiro a Sicilia, Selinunte se le sometió voluntariamente después de la conquista de Heraclea Minoa por el rey epirota, pero a su salida, dos años después, Selinunte volvió a ser posesión cartaginesa. 
Era posesión cartaginesa al comenzar la primera guerra púnica y su territorio fue teatro de operaciones militares. Hacia el 250 a. C., cuando los cartagineses decidieron concentrar la defensa en algunos puntos concretos, los habitantes fueron llevados a Lilibea. En 241 a. C., los habitantes de Selinunte la arrasaron para evitar que cayera en manos del ejército romano,. Probablemente nunca fue reconstruida. 
Plinio el Viejo menciona su nombre (Selinus oppidum), como si aún existiera como ciudad en su época, pero Estrabón dice que era una ciudad extinguida. Claudio Ptolomeo menciona el río sin nombrar a la ciudad. Las Thermae Selinuntiae (moderna Sciacca), cuyo nombre deriva de la antigua ciudad, y que parecen haber sido muy frecuentadas en la época de la romanos, estaban situadas a una distancia considerable, 30 km, al este de Selinunte: son manantiales sulfurosos, todavía muy apreciados por sus propiedades medicinales, y dedicados, como la mayoría de las aguas termales de Sicilia, a San Calogero. En una época posterior se las denominó Aquae Labodes o Larodes, nombre con el que aparecen en el Itinerario de Antonino.

### Redescubrimiento y salvaguardia

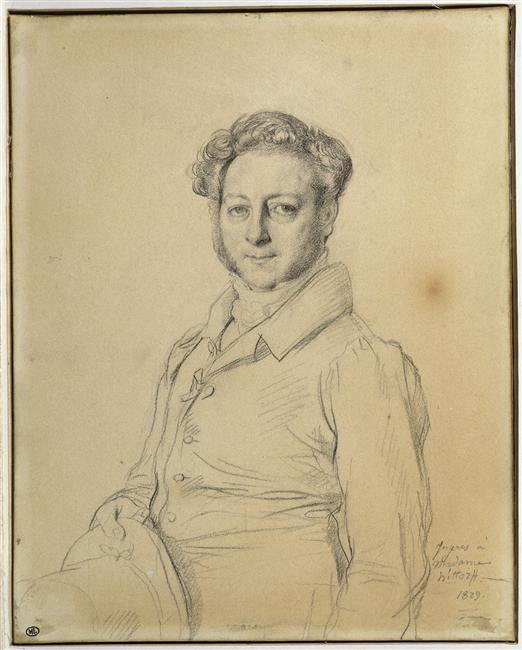
Jacques Ignace Hittorff.

El lugar fue parcialmente ocupado durante las épocas romana y bizantina y a principios de la Edad Media, pero nunca recuperó su antiguo esplendor. Un terremoto destruyó los restos de la antigua ciudad, que cayó en el olvido hasta su redescubrimiento en 1551 por el monje dominico Tommaso Fazello. Un decreto de Fernando I de las Dos Sicilias de 1779 prohibió a los sicilianos utilizar las ruinas como cantera de piedras.
La majestuosidad de las ruinas de Selinunte impresionó a un cronista árabe que la llamó Rahl al-Asam («Villa de las Colinas»).
En el 1551, Tommaso Fazzello basándose en el relato de Diodoro Sículo, fue el primero que identificó este yacimiento como emplazamiento de la antigua Selinunte. Sirvió durante muchos siglos como cantera. De hecho, en 1756, el gobierno decretó que se usaran los bloques de los templos orientales para reparar un puente sobre el río Belice. Sin embargo, se produjo un cambio al llegar a Sicilia los primeros viajeros extranjeros, que difundieron Selinunte con sus dibujos.
Los arqueólogos se relevaron a partir de 1809 con el cónsul y arqueólogo británico Robert Fagan. En aquella época, en el templo G sólo quedaba en pie una columna, llamada comúnmente Fusu dila Vecchia. Los arqueólogos británicos William Harris y Samuel Angell (1822-1823) exhumaron las metopas del templo C, los alemanes Ludwig von Zanth y Jacques Ignace Hittorff (1824) excavaron el templo B, y el italiano Domenico Antonio Lo Faso Pietrasanta (1831). El yacimiento fue despejado por Valério Villareale y Francesco Saverio Cavallari, quien, convertido en director de las Antigüedades Sicilianas, emprendió nuevas excavaciones que condujeron al descubrimiento de la necrópolis de Manicalunga (1874). Giuseppe Patricolo (1888) y Antonino Salinas (1893) exploraron el santuario de Deméter Maloforo. Jean Hulot publicó en 1910 sus inventarios y reconstrucciones gráficas de la ciudad antigua. Ettore Gabrici (1915-1926) amplió las excavaciones al este de la acrópolis. Antonino Di Vita y Jole Bovio Marconi las continuaron después de la Segunda Guerra Mundial.
A medida que el yacimiento ganaba notoriedad y crecía el turismo, los tombaroli (saqueadores de tumbas) y la mafia saquearon los restos en el siglo XX Bajo el impulso del arqueólogo Vincenzo Tusa, en la década de 1980 se creó un parque arqueológico mediante la expropiación de 80 propietarios. Franco Minissi y Pietro Porcinai, asistidos por Matteo Arena, llevaron a cabo un proyecto de paisajismo, en particular con la creación de dunas artificiales, que forman una barrera física y visual con el mundo exterior. A pesar de las numerosas protestas y de la dimisión de Minissi y Porcinai tras su suspensión, el proyecto se completó tras modificaciones sustanciales.

## Descripción del yacimiento arqueológico
El yacimiento cuenta con 10 templos o santuarios y puede dividirse en grandes zonas:
- La acrópolis (5 templos y un megaron), entre el valle del Gorgo Cotone y el Modione (antiguamente Selinos), que termina en un acantilado en el mar treinta metros más abajo;
- La colina oriental (3 templos, una necrópolis y un museo), o colina Marinella, entre el Gorgo Cotone y el Belice (antiguo Hipsa);
- La meseta de Manuzza (antigua ciudad y necrópolis), al norte de la acrópolis;
- La colina Gaggera (santuario Deméter Maloforos),[11] santuario de Zeus Meiliquios,[11] el templo M,[75] una necrópolis y un museo.[7]

Plano completo del Parque Arqueológico a escala 1:4000ː
Durante las primeras excavaciones arqueológicas, se asignaron letras a los templos para identificarlos, a falta de certeza sobre los dioses a los que estaban dedicados. Una inscripción del templo G indica nueve dioses adorados por los selinuntios como protectores: Zeus, Fobos, Heracles, Apolo, Poseidón, los Dioscuros, Atenea, Deméter Maloforos y Perséfone. Pero en Selinunte también se veneraba a otros dioses.
Las excavaciones arqueológicas las llevan a cabo equipos de distintos países, como Italia, Francia, Estados Unidos y el Instituto Arqueológico Alemán.

### La acrópolis y sus templos
La acrópolis, en la colina occidental, está estructurada por terraplenes y fortificaciones que datan del siglo IV a. C. y está dominada por numerosos templos (A, B, C, D, W, Y).
Se ha sugerido que esta proliferación de templos es debida a un deseo de afirmación de la identidad de la polis helénica ante la proximidad de la ciudad a territorios no griegos de la isla de Sicilia.
A finales del siglo IV a. C. estuvo ocupada por un asentamiento greco-púnico.

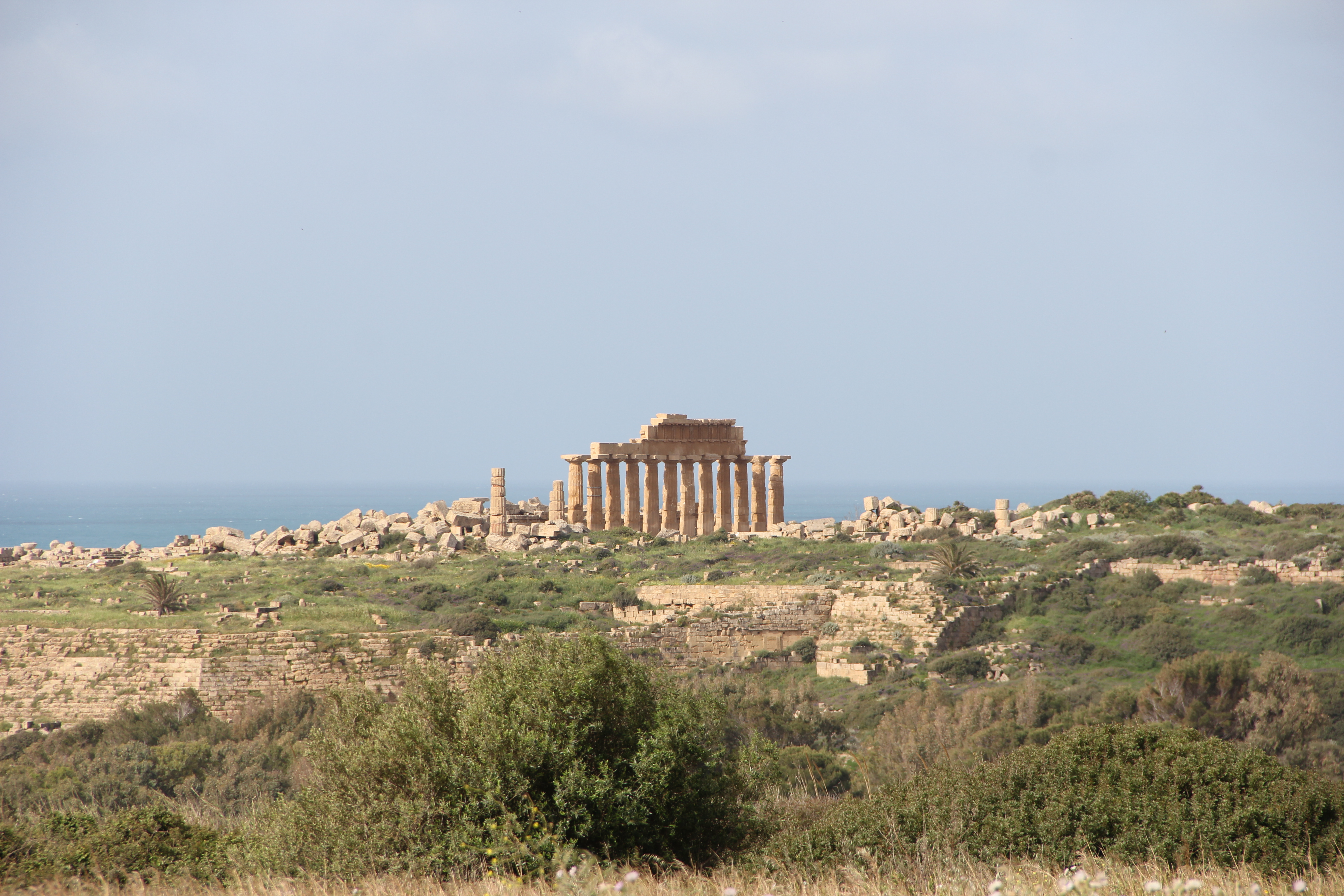
Vista de la Acrópolis y el templo C.
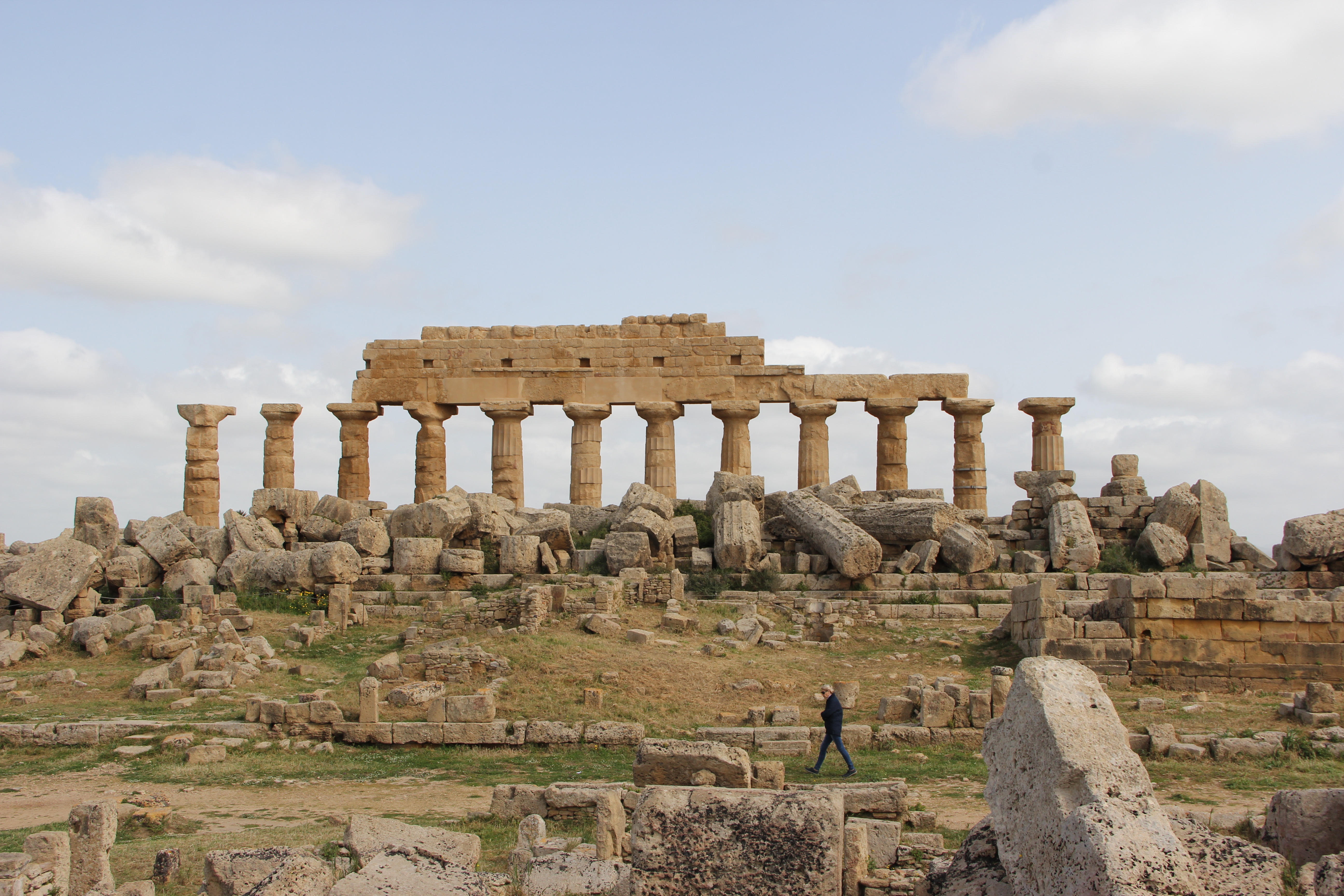
Templo C.
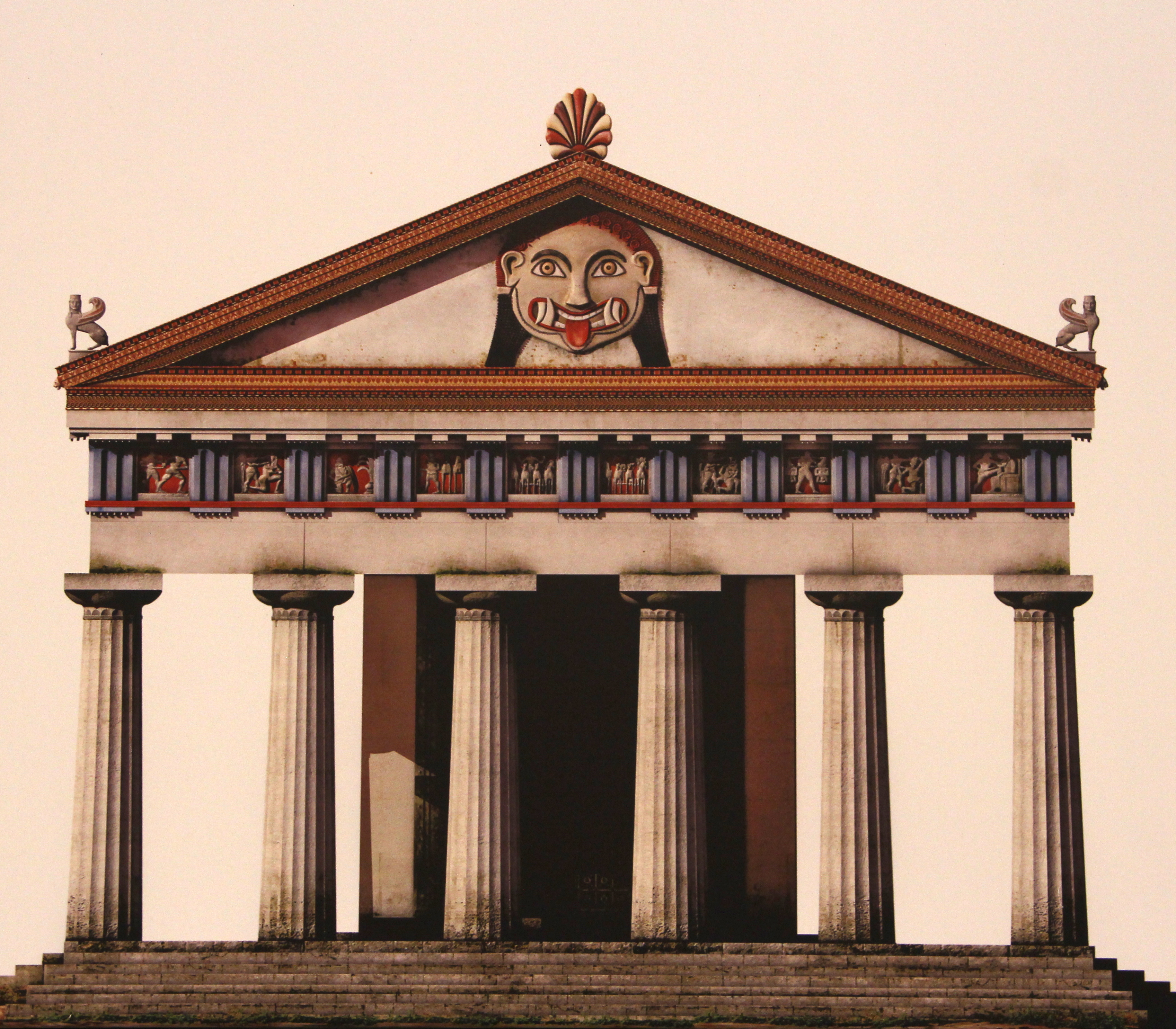
Reconstrucción del templo C y de la Gorgona que adorna el frontón.
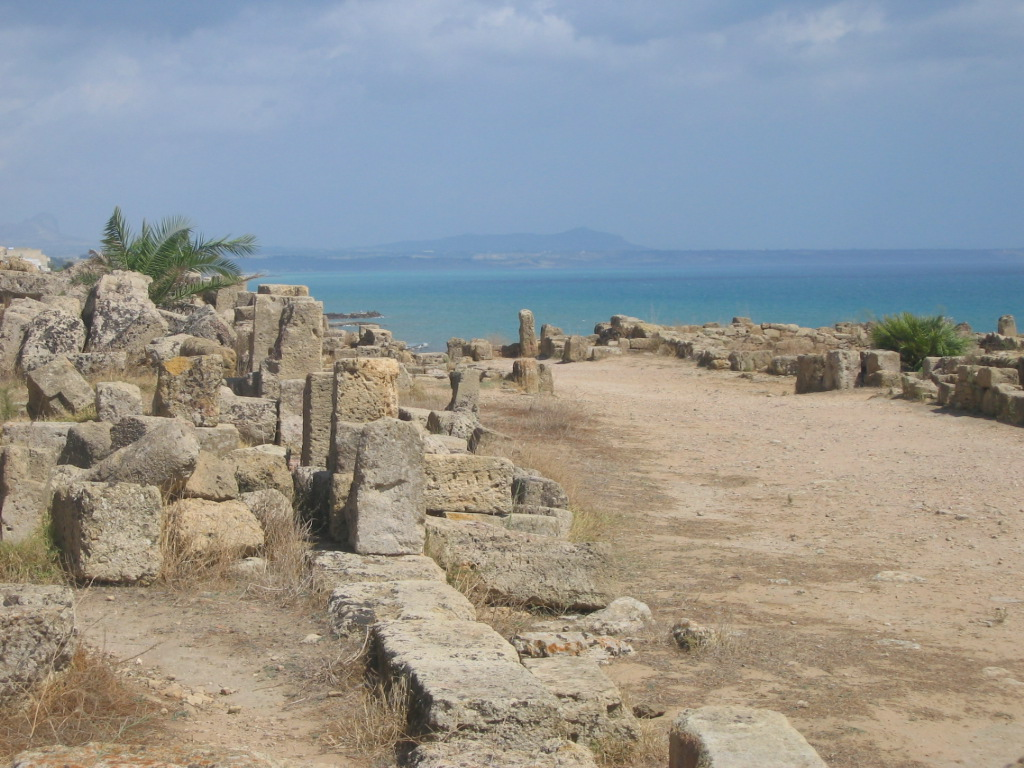
Acrópolis
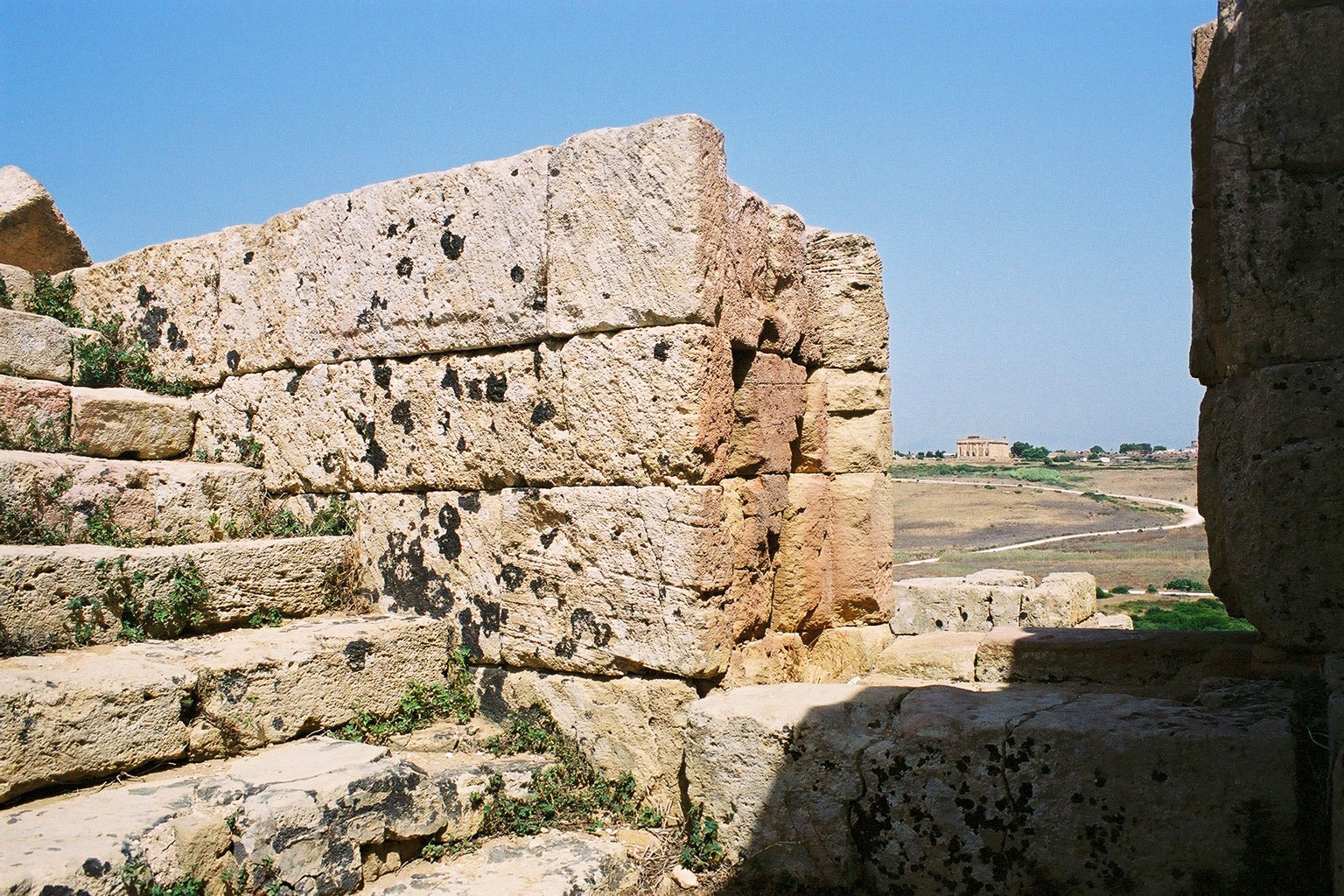
Vista desde la acrópolis hacia la colina este.

#### Templo A

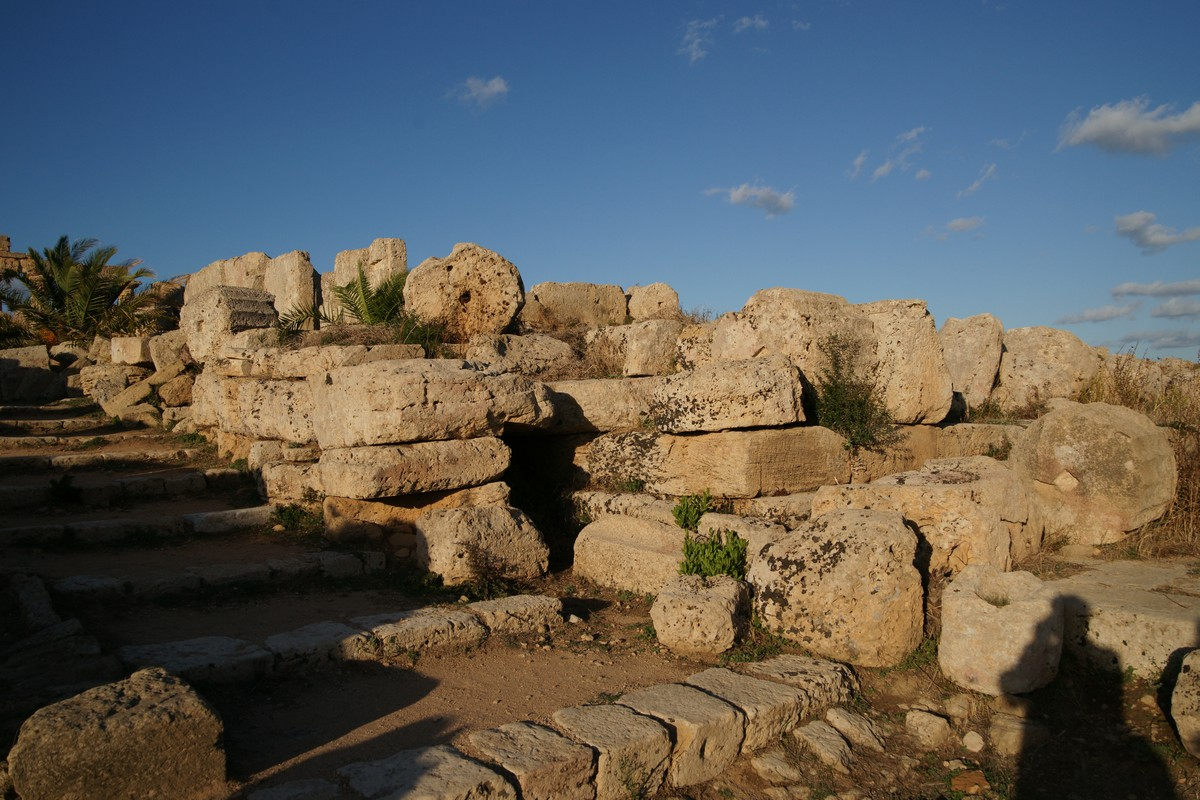
Templo A.

El Templo A se construyó entre 490 y 480 a. C.  o 460 a. C. De pequeñas dimensiones, es decir, 16,23 m por 40,24 m, un zócalo escalonado, un crepidoma rematado por una estilóbato, le sirve de base. Tiene seis columnas en la fachada y catorce en los lados largos. Es un templo períptero dórico, con pronaos, opistodomos y ádyton. En el muro que separaba el pronaos de la cella se encontraron dos escaleras de caracol, las más antiguas de la historia de la arquitectura, para dar servicio al tejado. El pavimento incluía símbolos como el caduceo (atributo del dios Hermes) o el signo de Tanit (de la diosa púnica Tanit) utilizados para aumentar el poder de las divinidades. Károly Kerényi propone una dedicatoria a Leto.

En la campaña conjunta de la Universidad de Milán y el Instituto de Bellas Artes de la Universidad de Nueva York realizada en julio-julio de 2022, se ha descubierto un acuífero bajo este templo.
Es adyacente al templo O  y son de dimensiones parecidas.

#### Temple O
Es similar al templo A y se construyó en la misma época, pero sólo se conservan los cimientos. Es posible que estuviera dedicado al culto de Artemisa.
Hubo un propileo anterior a la batalla de Himera (480 a. C.), correspondiente a este templo y al A. Es una pequeña construcción en forma de T, períptera y con un pórtico en la parte delantera, perpendicular al templo A.

#### Templo B
Templo próstilo tetrástilo, el más pequeño de la acrópolis, con pronaos y naos construido en el siglo IV a. C.thinsp; o hacia 250 a. C., mezclando los estilos dórico y jónico, es probablemente el único templo del período helenístico. Probablemente estaba dedicado a Asclepio  e impropiamente se le llama templo de Empédocles, en honor al filósofo e ingeniero de Agrigento que supervisó las operaciones de drenaje hidráulico, salvando así a la región de una epidemia de malaria. El culto a Asclepio se 
asimiló al púnico, Eshmún, dios que fue venerado en Selinunte.
El Templo B se caracteriza por la notable complejidad de los fragmentos encontrados y por el número limitado de hallazgos.
|                      |
| Planta del templo B. |

#### Templo C

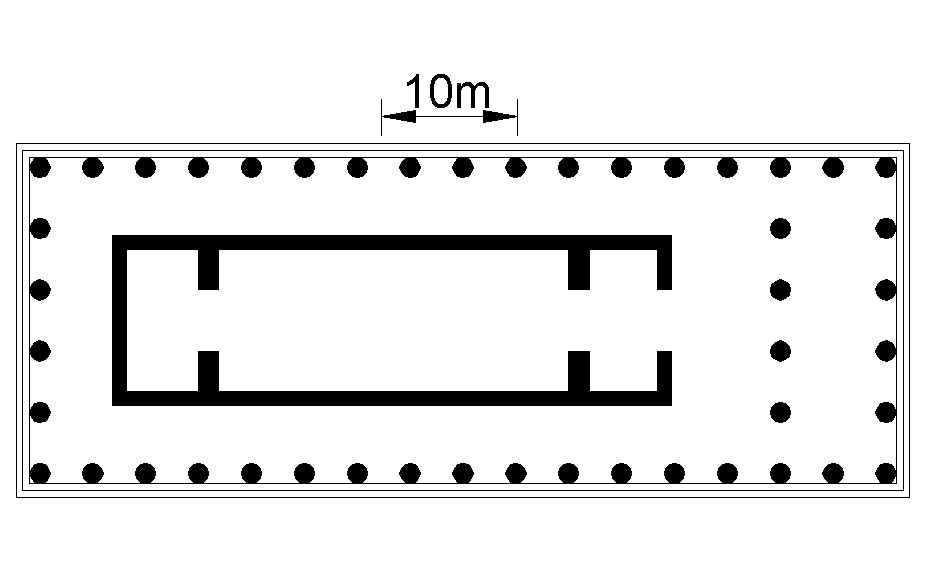
Planta del Templo C.

El templo C, construido hacia 580-550 a. C., posiblemente sobre un pequeño templo prearcaico, es el más grande (24 x 63,70 ms) y el templo períptero más antiguo de la acrópolis. En el centro del frontón aparecía representada la cabeza de Medusa, en realidad un gorgoneion de 2,50 m de altura. Se cree que el templo podría haber estado dedicado a Apolo. Tenía 17 columnas en los lados largos y 6 en las fachadas,, sin éntasis, es decir, sin abombamiento central, mucho más juntas en los lados largos que en los cortos, y con un número de acanaladuras que varía de dieciséis a veinte. En la fachada este hay una 
columnata doble. Las columnas, de 8,62 m de altura, descansan sobre un basamento de cuatro gradas y en parte son monolíticas y en parte de tambores. En el lado este había una escalera de acceso con ocho escalones; una hilera de cuatro columnas precedía al naos, estrecho y alargado, situado a un nivel más alto y dotado de ádyton. Parte del templo fue restaurado en 1925-1926 (anastilosis de 14 columnas laterales y parte del arquitrabe). Funcionaba probablemente como archivo, ya que se han encontrado cientos de sellos y estaba dedicado a Apolo, según las pruebas epigráficas, Entre 1927 y 1929 se levantaron en el lado norte doce columnas completas con capiteles y dos incompletas.

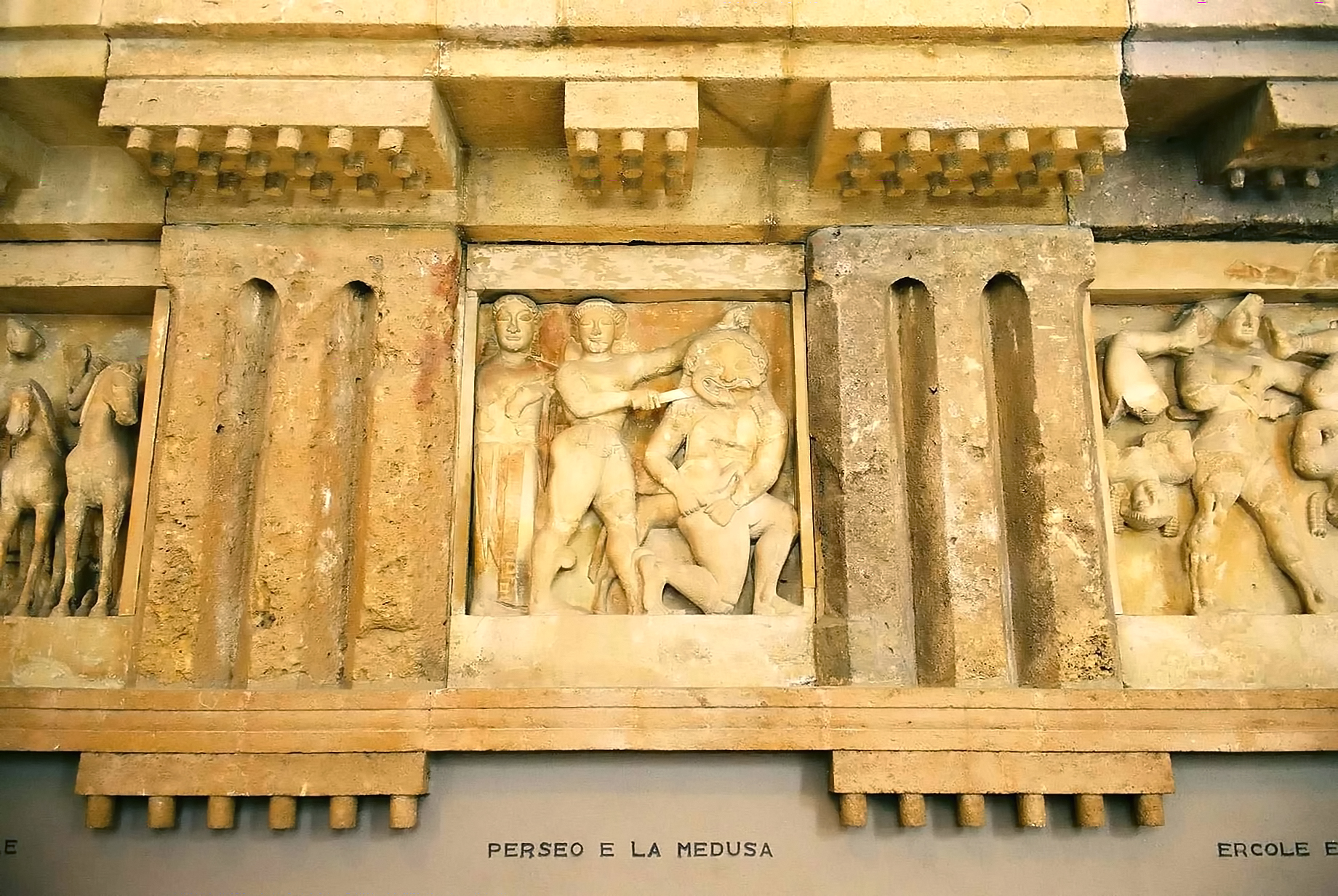
Metopas y triglifos del templo C.

El templo C poseía una decoración de terracotas que revestían las estructuras de madera.
Las diez metopas originales del entablamento del templo C  fueron talladas, como el conjunto del templo, en toba calcárea, salvo los cuerpos femeninos, que eran de mármol de Paros  o de Éfeso. Estaban pintadas y decoradas con bronce dorado. Se conservan tres metopas de toba blanca de Menfi  procedentes del templo C, y se exponen en el Museo Arqueológico Regional Antonino-Salinas de Palermo:

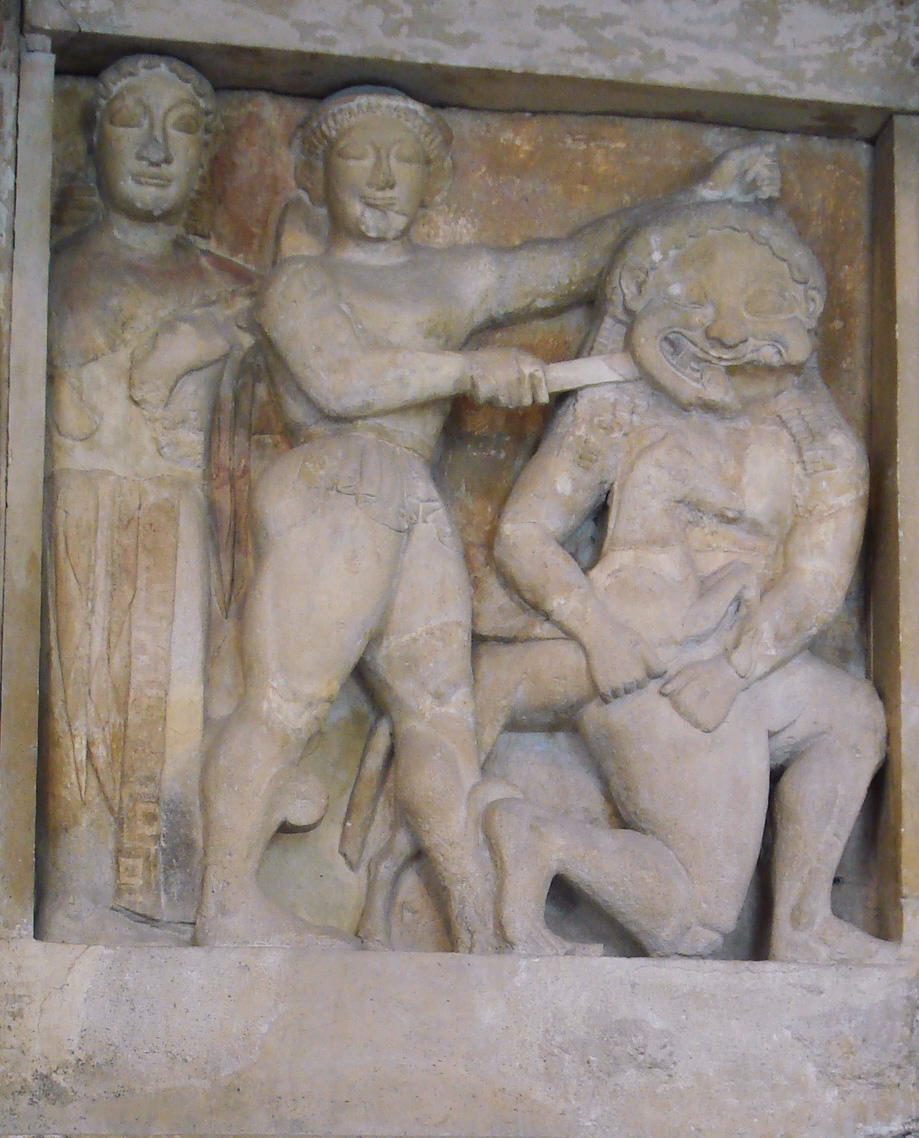
Metopa del Templo C, que representa a Atenea y a su lado Perseo decapitando a Medusa.

- La decapitación de Medusa por Perseo  (véase foto), con talarias (sandalias aladas) y pétaso (sombrero redondo de fieltro) de Hermes.[97]
- Helios en su cuadriga,[98][96] o la cuadriga de Leto y sus dos hijos, Apolo y Artemisa.[7]
- Heracles desnudo llevando a los Cercopes.[97][96]

El megaron cerca del templo C pudo haber sido utilizado para almacenar ofrendas.
La restauración de la parte reconstruida del templo C  ha permitido hacer observaciones directas y tomar muestras de los escasos restos de estuco y policromía que se conservan en las columnas y capiteles de las columnas y capiteles del peristilo exterior norte. Las muestras se sometieron a análisis de laboratorio.

#### Templo D
Este templo períptero con 6 de las 13 columnas sin abombamiento, y cuatro pequeñas columnas abombadas en la fachada del pronaos, está totalmente en ruinas. Construido en torno al año 535 a. C., o en la primera mitad del siglo VI a. C. y orientado este-oeste, tenía unas dimensiones de 24 x 56 metros. El pronaos es dístilo, el naos largo y estrecho y está dotado de ádyton. Según Pierre Lévêque, que duda de la hipótesis de una dedicatoria a Afrodita propuesta por Károly Kerényi, tal vez estuviera dedicada a Zeus Agoreo.
A principios del siglo V a. C. se ha datado un gran pórtico en forma de L que, en el extremo sureste de la acrópolis delimitaba la perspectiva de los templos C y D.

#### Templo f y metopas del Templo Y

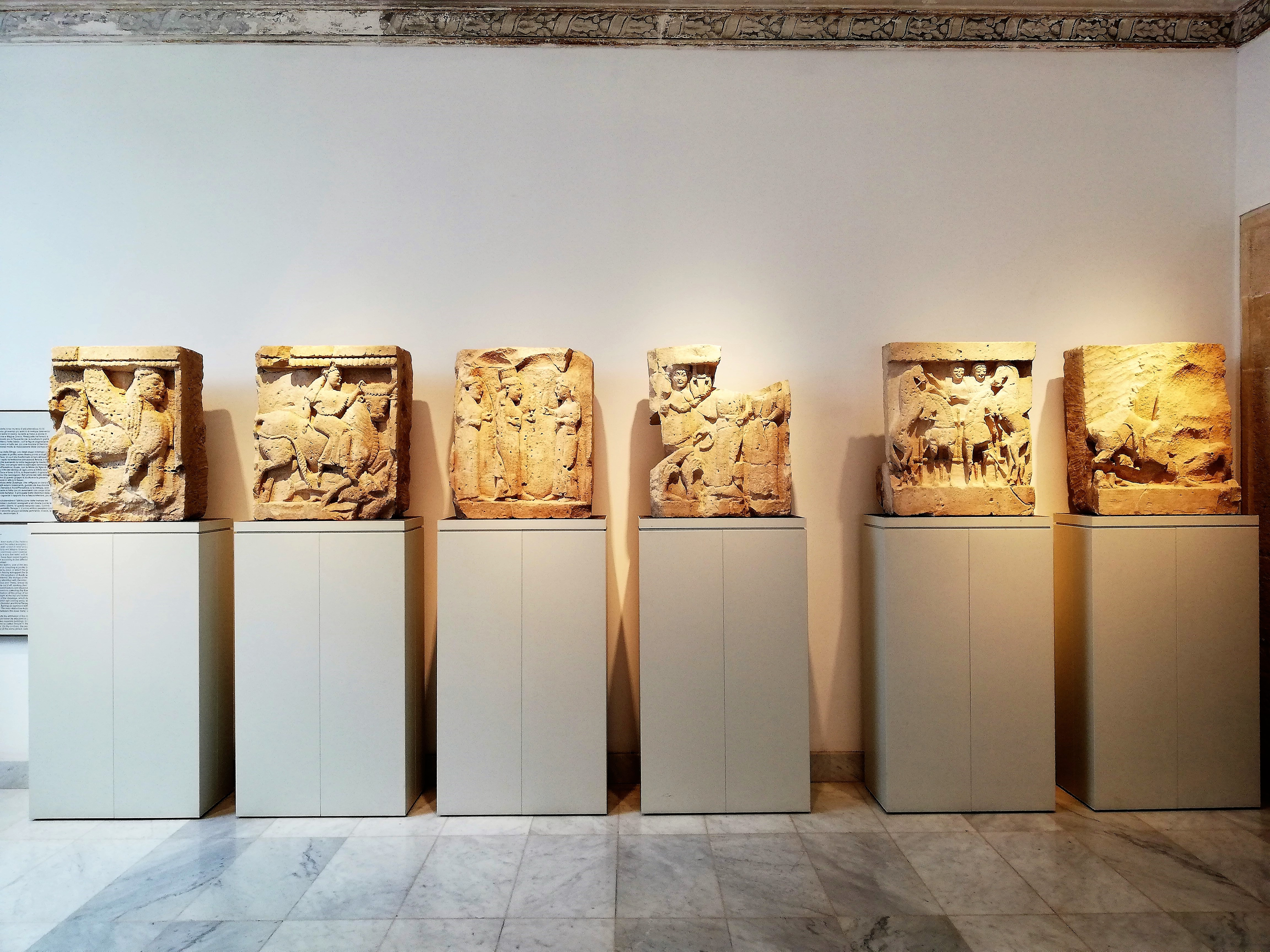
Metopas.

Cerca de un pequeño altar, al este del templo D, se alzaba este templo in antis, es decir, con dos columnas delante entre la prolongación de los muros, antiguamente llamado “templo con pequeñas metopas”. Muy largo y probablemente muy antiguo, habría sido según Vincenzo Tusa el primer edificio dedicado a Leto y a sus hijos.
Cuatro metopas de 84 centímetros de altura, halladas en las fortificaciones, se atribuyeron erróneamente a este templo.
Las esculturas más antiguas del sitio, datadas entre 560 y 550 a. C., representan escenas de viajes: Apolo regresa de la tierra de los hiperbóreos y es recibido por su madre y su hermana; el rapto de Europa; Heracles domando al toro de Creta; una esfinge. Actualmente, se atribuyen a un décimo templo llamado Y, que no ha sido localizado. Otras dos metopas de la misma época descubiertas en 1968 también podrían proceder de este templo: una representa a Deméter y Perséfone acogidos por Hécate o Sicilia, la otra a Perséfone en un carro con Hades o Deméter. Otro relieve, que muestra a Eos y Céfalo, datado en el 470 a. C. y de influencia ática, fue hallado en las fortificaciones, pero se desconoce si se trata de una metopa y si debe asignarse a uno de los templos.

### Colina oriental
La colina situada al este de la acrópolis, antaño densamente poblada, reúne los restos de tres templos adyacentes de los siglo VI y siglo V a. C. Estos templos, E, F, G, destacan de sur a norte. De orden dórico, son de épocas y estilos muy diferentes.
Aquí se ha descubierto una necrópolis. Las tumbas, que datan del siglo V a. C., están marcadas por fragmentos de columnas dóricas.

#### Templo E

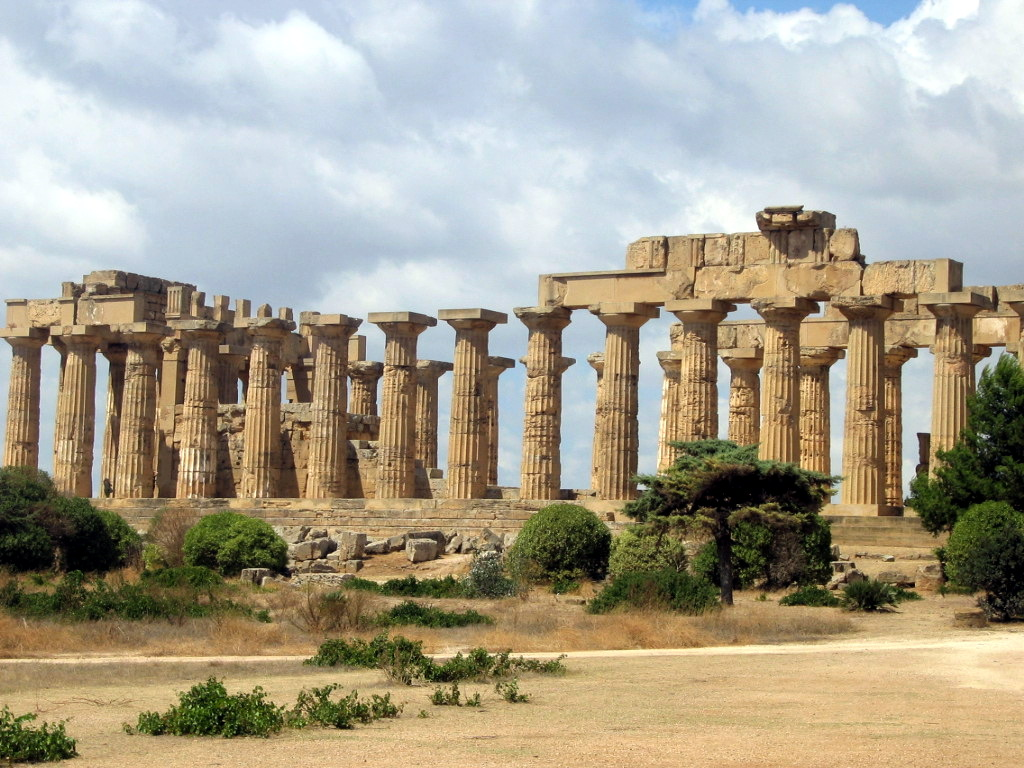
Templo E.

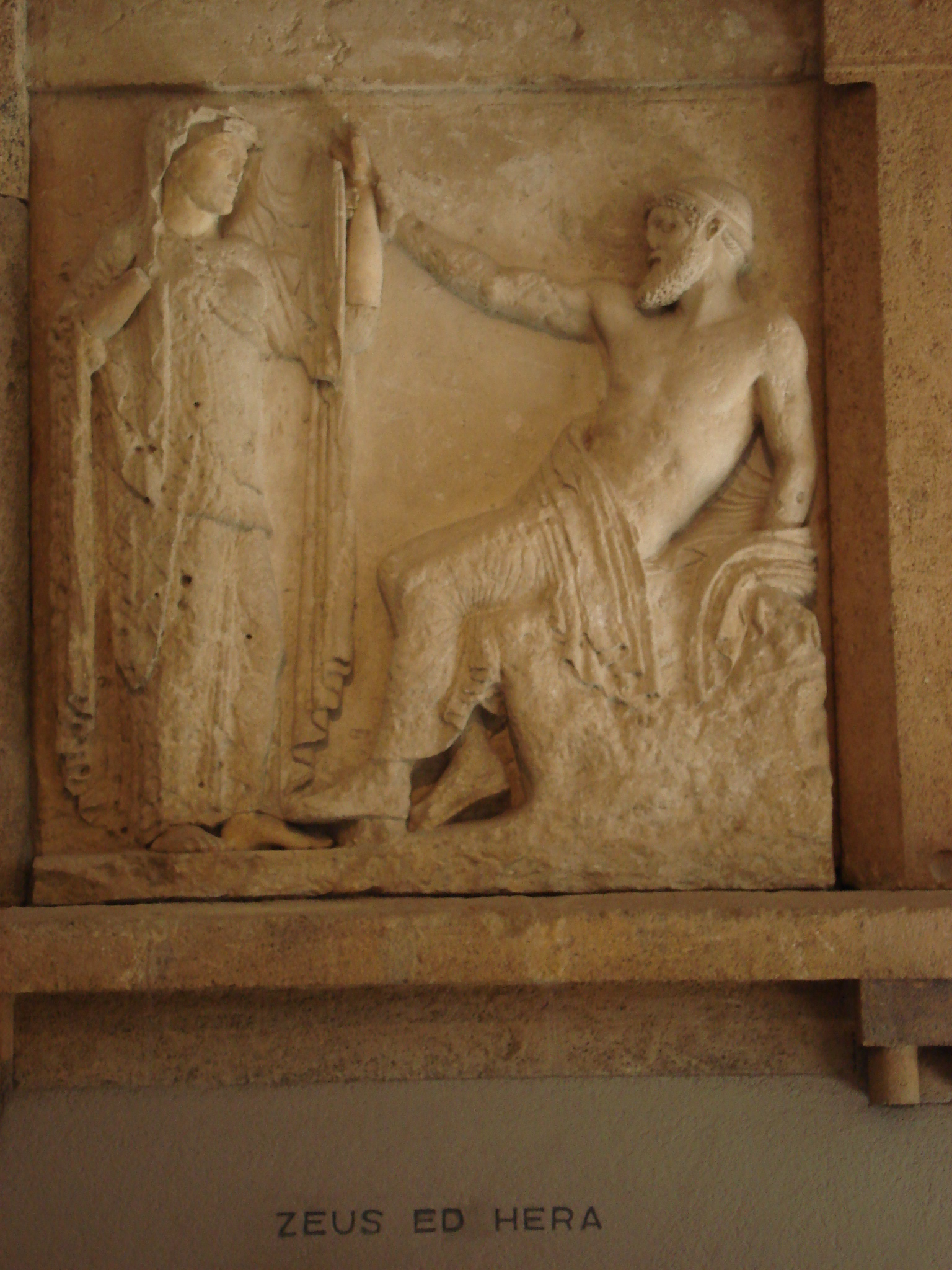
Metopa del templo E, Zeus y Hera.

El templo E, también conocido como R, es un hereo  fue construido hacia 460-450 a. C. Charles Picard piensa que estaba dedicado a Dioniso. Se trata de un templo períptero de seis columnas por quince, alargado por la presencia de un opistodomos. Se conserva la columnata exterior, pero han desaparecido pronaos, naos y ádyton. Por sus dimensiones (25 x 68 m), es el segundo templo más grande del emplazamiento después del templo G. Construido sobre dos edificios anteriores, sondeos realizados en el interior del templo y bajo el Templo E han revelado que estuvo precedido por otros dos edificios sagrados, uno de los cuales fue destruido en el 510 a. C. El templo E estaba dedicado a Hera, como demuestra la inscripción de una estela votiva, pero algunos expertos deducen que debió de estar dedicado a Afrodita por paralelismos estructurales. Fue reconstruido entre 1956 y 1958 mediante la técnica de la anastilosis. Los arqueólogos descubrieron un montículo de ceniza sobre dos lanzas cruzadas y un gran cuerno de cabra, lo que sugiere que el altar original del Templo E podría conservarse bajo un gran bloque caído del vecino Templo C. Futuras excavaciones dilucidarán esta hipótesis. Se ha desenterrado la parte que faltaba de una matriz de piedra que se usaba para fundir bronce.
Una gruesa capa de relleno que data de finales del siglo VI ha preservado Los niveles orientalizante, arcaico y clásico del templo.
Sufrió dos incendiosː el primero entre finales del siglo VI y principios del siglo V a. C., el segundo, a finales de siglo V a. C., presumiblemente con motivo del saqueo cartaginés de Selinunte en el 409 a. C.
Es posible que este templo dejara de utilizarse como estructura sagrada en el transcurso del siglo V a. C., y fue destruido en el siglo IV a. C., pero en el periodo anterior fue un importante foco de actividad cultual en Selinunte, como demuestran su elaborada construcción y el rico yacimiento de sus cimientos, así como sus repetidas reconstrucciones y las ofrendas votivas asociadas.
En la campaña de 2022 que realizó el Instituto Arqueológico Alemán de Roma se descubrió los cimientos de arcilla de una construcción anterior al templo E. Aún está en estudio el hallazgo del Templo R, que ha sido datado en el año 570 a. C.
Este templo es conocido por sus 12 metopas  con caras en un estilo que marca la transición entre los periodos arcaico y clásico. Datado entre 470 y 460 a. C., cinco de estas metopas de toba y mármol de Paros (cabezas, brazos y pies femeninos) están expuestas en el Museo Arqueológico Regional Antonino-Salinas de Palermoː
- Acteón, transformado en ciervo, es atacado por sus propios perros bajo la mirada de Artemisa.[96][112]
- Heracles combatiendo y tirando de los cabellos a una amazona.[96]
- Atenea y Encélado
- Zeus y Hera en el monte Gargaro, o más bien Hades y Perséfone.[7]
- Una escena de rapto, posiblemente de Dafne por Apolo.[7]

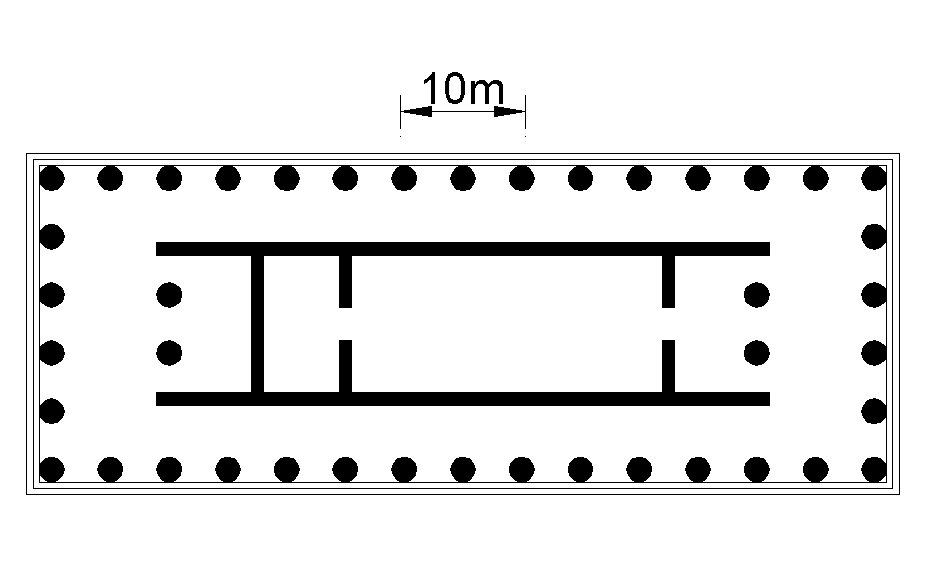
Planta del Templo E.
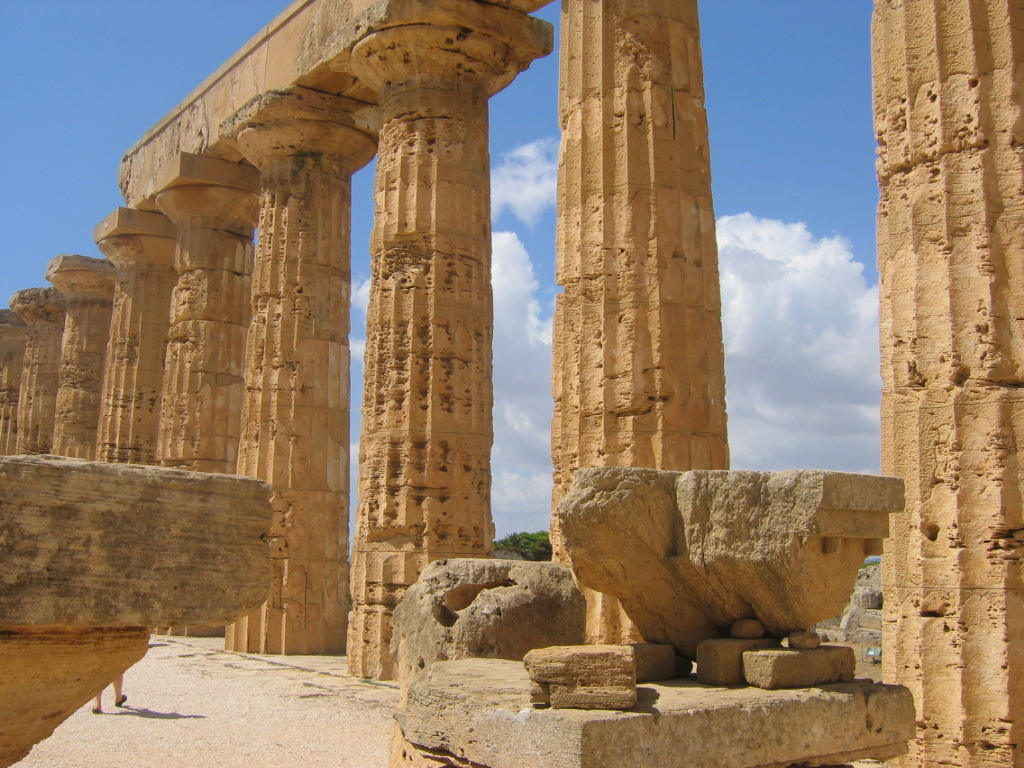
Templo E.
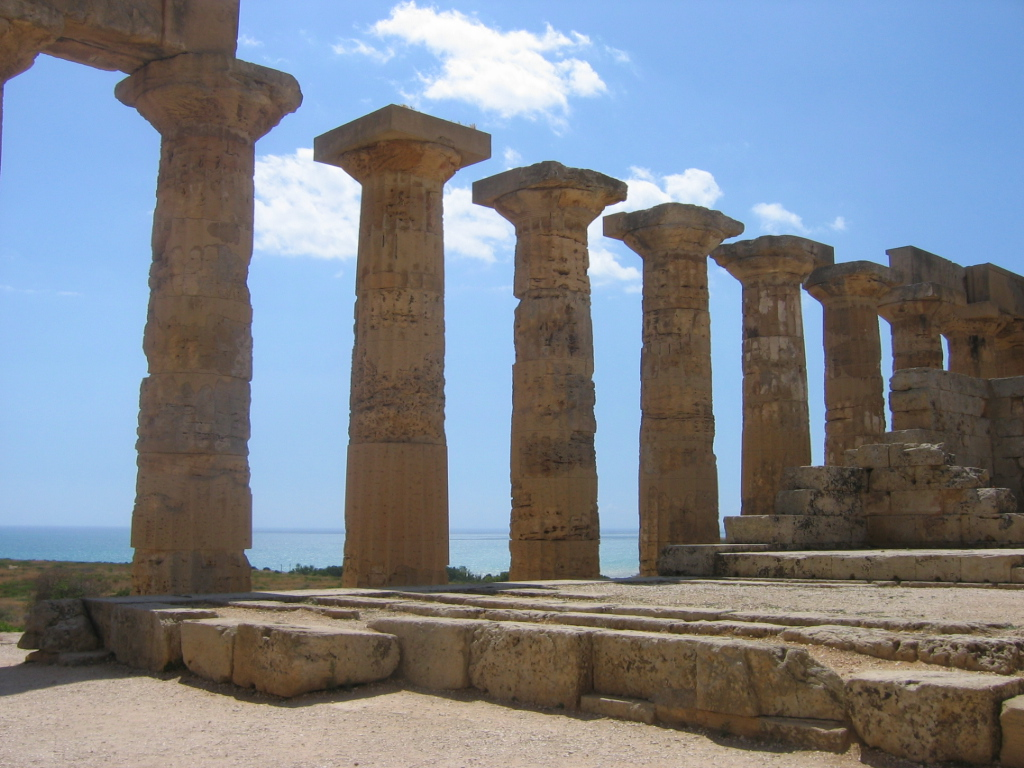
Templo E.
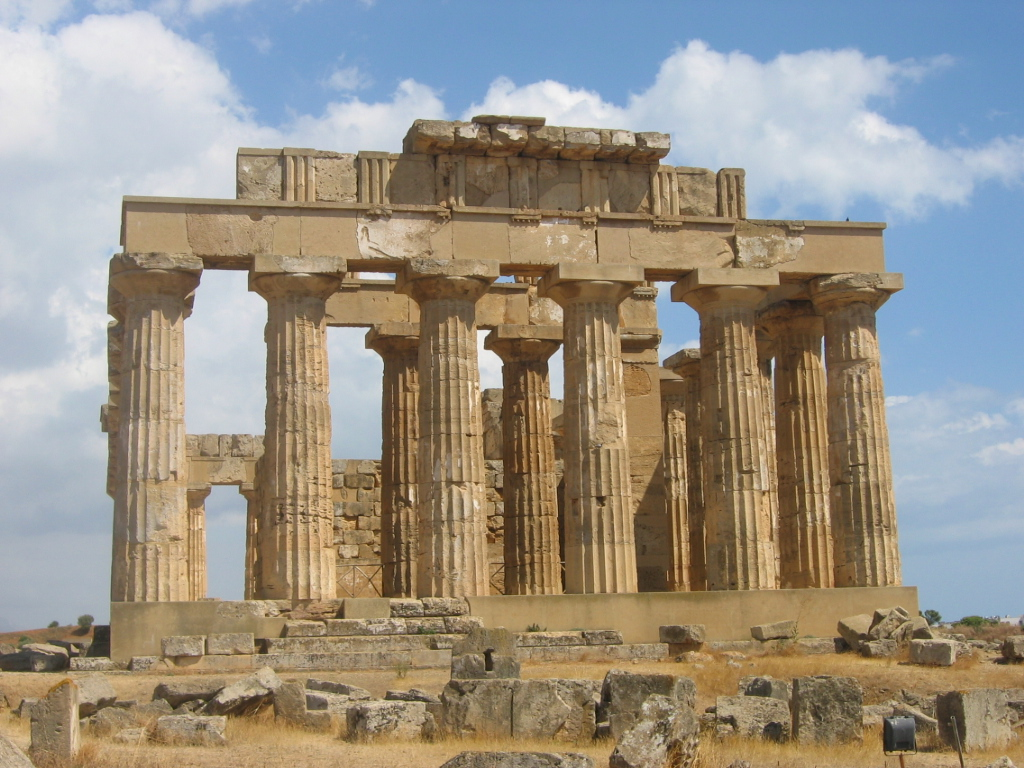
Templo E.
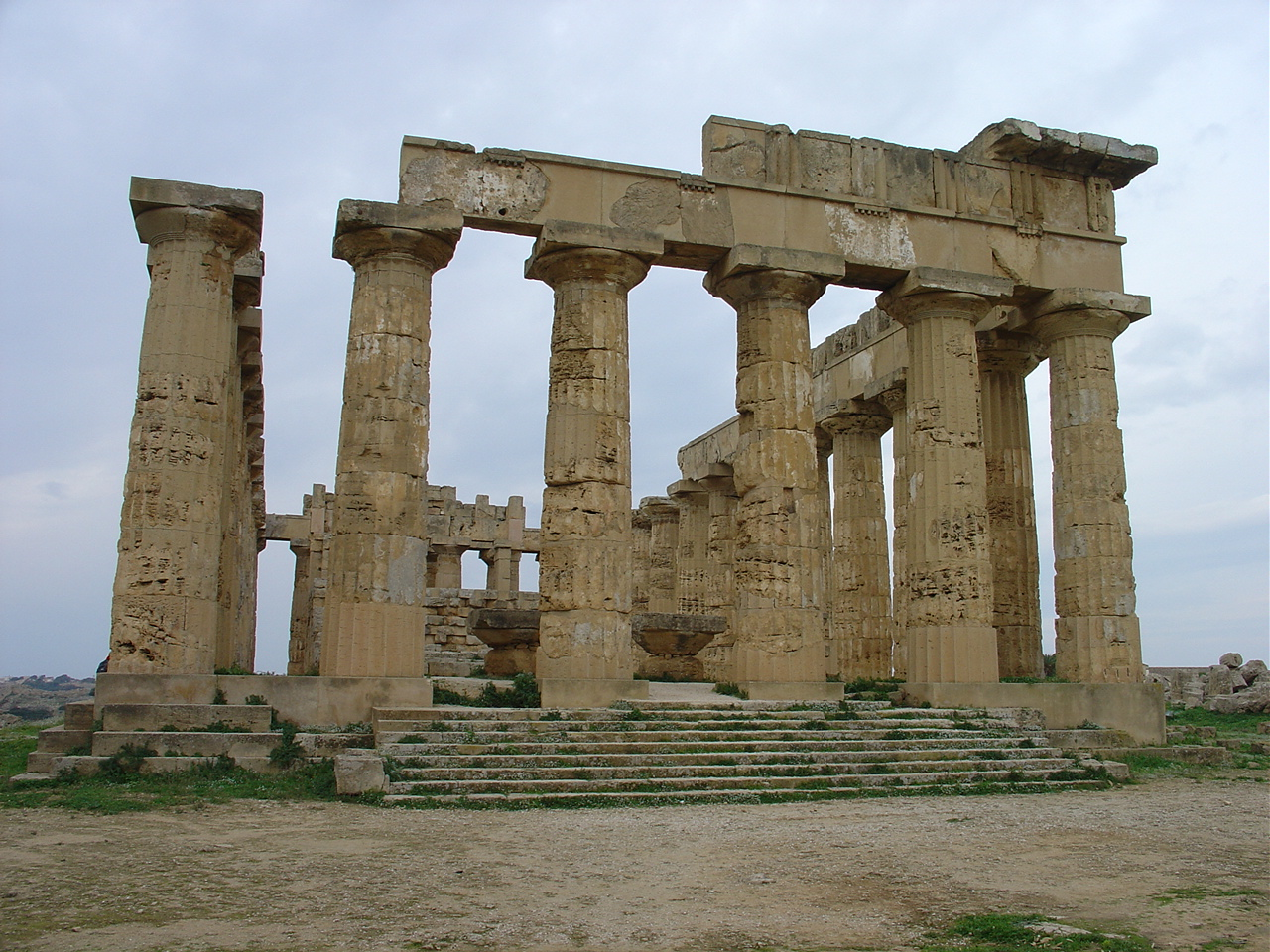
Templo E, visto desde el este.
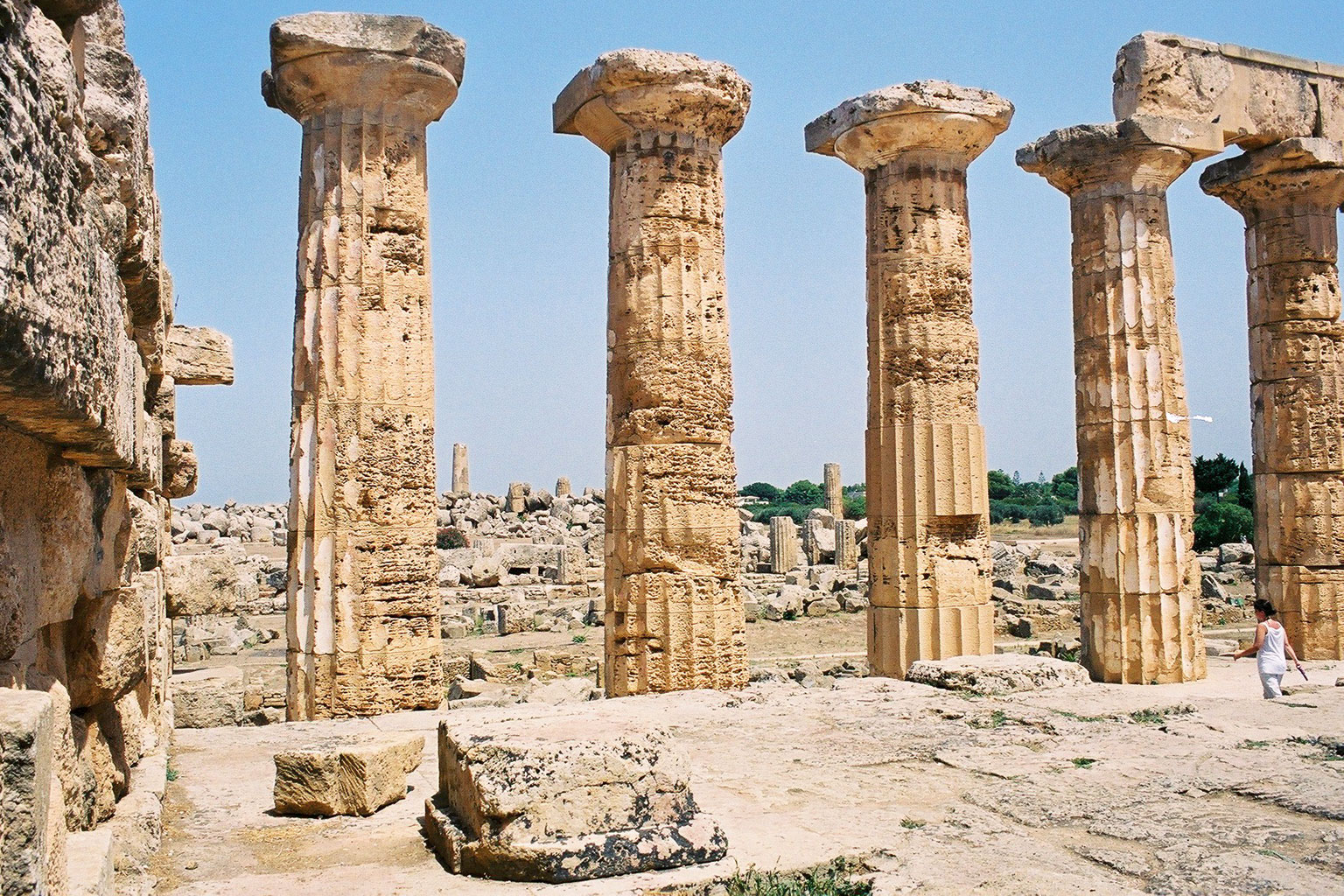
Columnata del templo E.
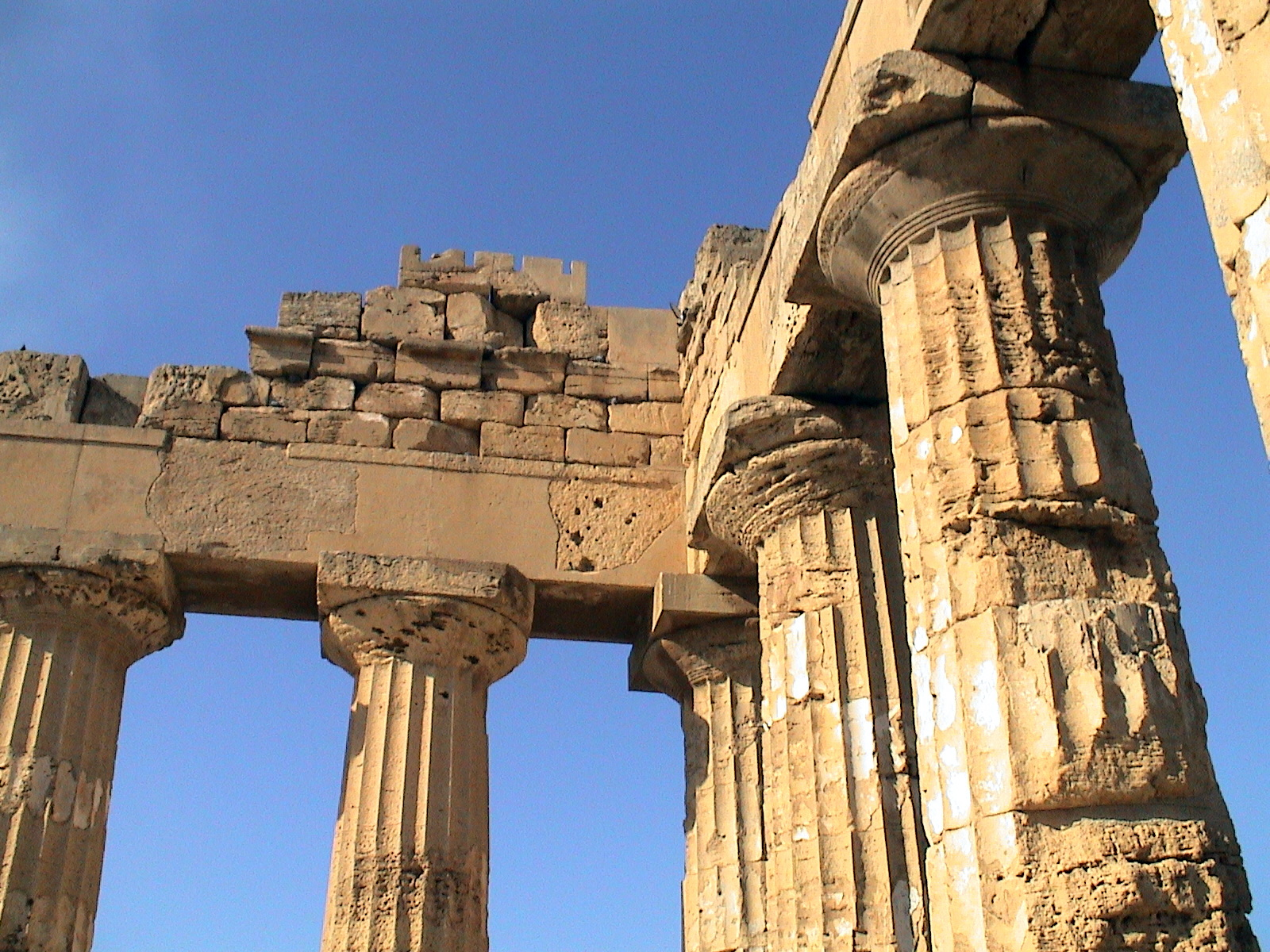
Ángulo del templo E.

En el verano de 2012, la Misión IFA-NYU Selinunte exploró el interior del naos del megaron (Templo R) y halló un aulós, que ha sido datado en el año 570 a. C.
Se ha publicado en 2022 el hallazgo —tras la interrupción de las excavaciones por la pandemia— de un equipo de arqueólogos que trabajó en el área del Templo R y descubrieron  el contorno del ágora primitiva, que es la más grande del mundo antiguo, con una superficie de 33 000 m2, más del doble que la Piazza del Popolo de Roma. El descubrimiento se produjo cuando salió a la luz un muro fronterizo que data del año 610 a. C. Como otros edificios de Selinunte, fue destruida por los cartagineses en 409 a. C. y reconstruida posteriormente.

#### Templo F

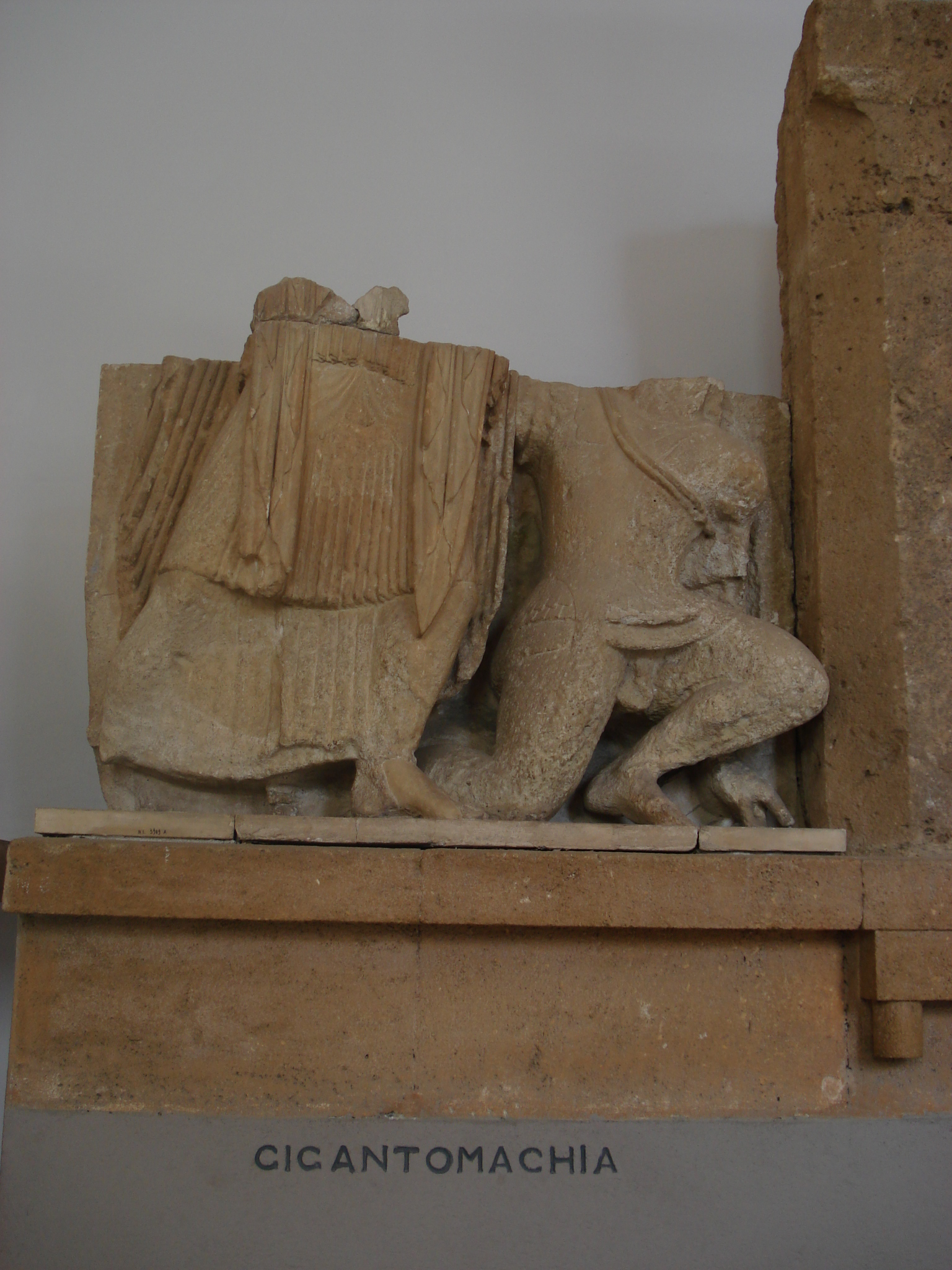
Gigantomaquia.

El templo F, (también conocido como S), puesto que tenía cerrada la perístasis, se cree que estaba dedicado a un culto mistérico a Deméter o a Dioniso, aunque también se ha sugerido que podría haber estado dedicado a Atenea. o Dioniso.
El templo F poseía entre las columnas de la perístasis, un muro de 4,70 m de altura que cerraba el períbolo en tres de sus lados y dejaba solo estrechos pasadizos en la entrada. El muro, cuya función se desconoce, estaba delimitado por una especie de triple pilarː se ha sugerido que podía servir para impedir la visión de ciertos rituales, o para conservar y proteger las ofrendas votivas.
Al principio, este templo contaba con terracotas arquitectónicas ricamente decoradas, pero a consecuencia de un incendio esta decoración fue sustituida hacia finales del siglo VI a. C., cuando se añadieron las metopas que seguramente representaban una gigantomaquia. Se han conservado dos, una que representa a Dioniso luchando contra un gigante arrodillado y otra, a Atenea que abate a otro gigante. Datan del final del siglo VI a. C. y se descubrieron en 1823.

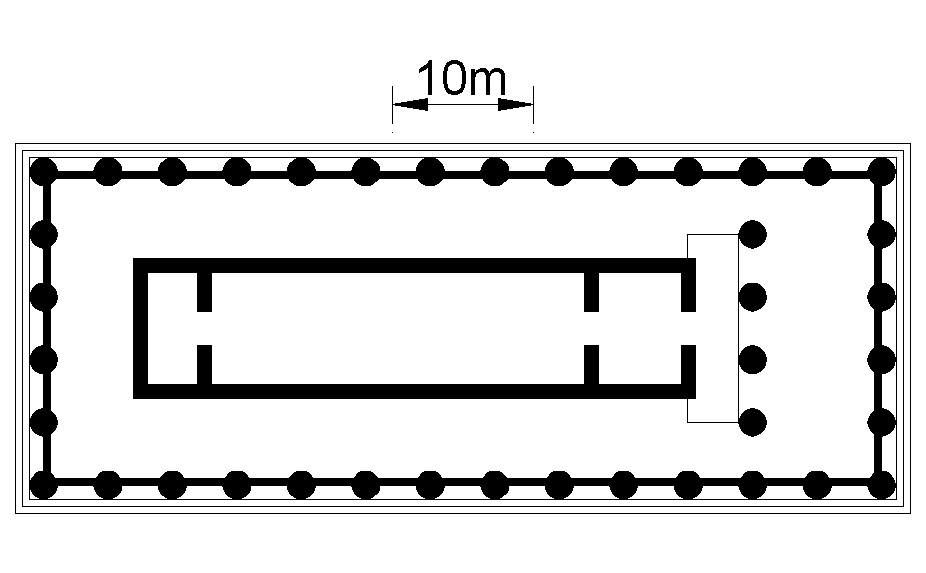
Templo F.
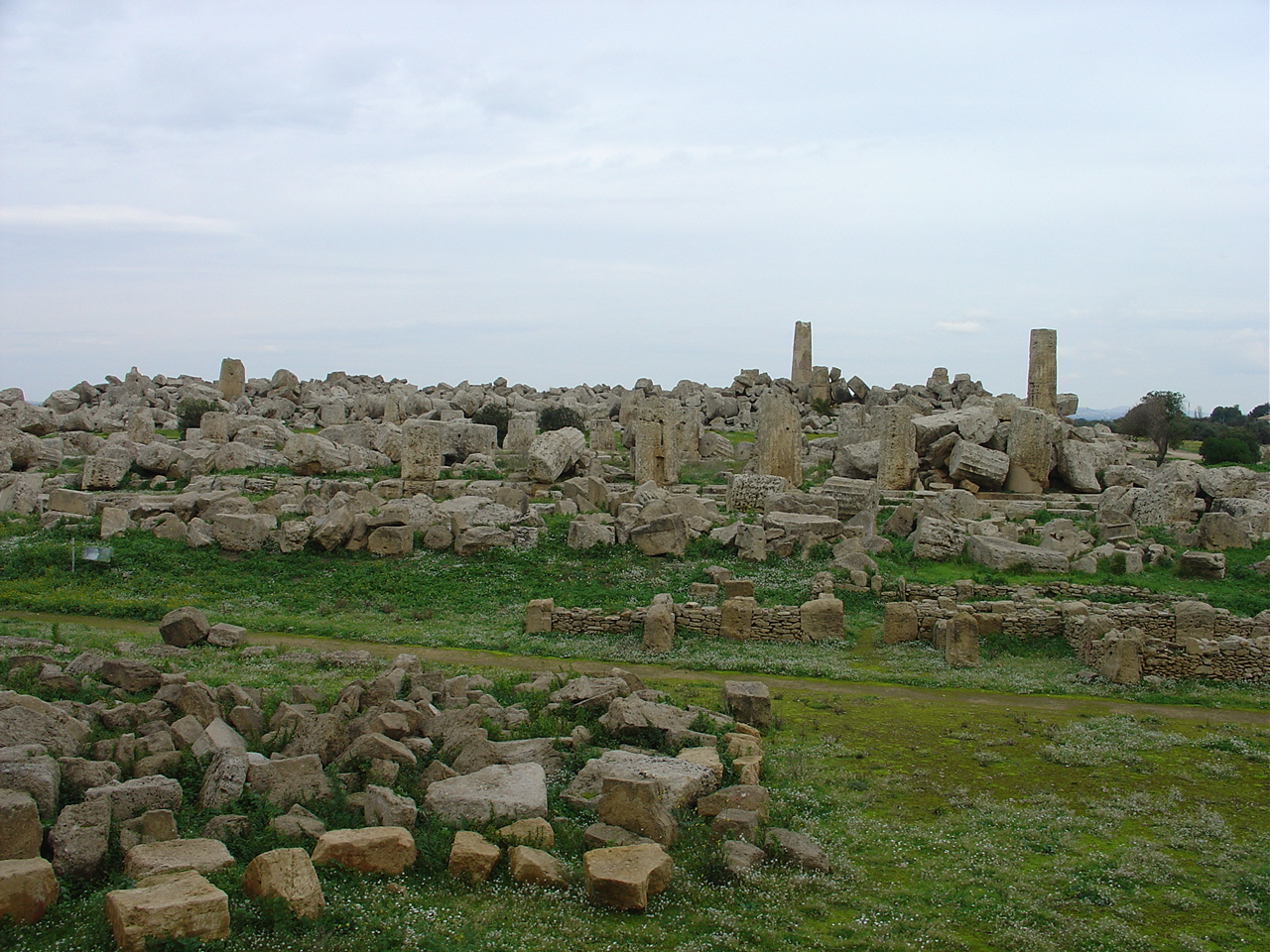
Templo F (columnas acanaladas) y el Templo G al fondo.

#### Templo G
Al templo también se le conoce con el nombre de templo T.
La construcción del templo G está datada entre 540 a. C. y 480 a. C., pero podría haberse construido a lo largo de 80 años, dada la evolución del estilo dórico, arcaico en el este, clásico en el lado oeste. En cualquier caso en el 409 a. C., fecha de las destrucción de la ciudad por los cartagineses, aún no se había terminado.. Este pseudodíptero tenía 8 columnas de ancho y 17 de largo. Sus columnas no estaban acanaladas. Tenían 16,27 metros de altura y 3,4 metros de diámetro en su base (unos 10 metros de circunferencia), con una altura total de 30 metros. Aunque actualmente está en ruinas, con un sola columna en pie, se conocen muy bien los detalles de la planta y del alzado del templo. Su planta medía 113,34 x 54,05 m, lo que arroja una superficie de 6126 m2.
El naos, separado de la perístasis por un doble intercolumnio, estaba precedido por un pronaos de cuatro columnas, situados frente a dos antas. El naos estaba dividido en tres naves por dos hileras de columnas, diez a cado lado a dos niveles, de forma que la puerta central conducía  a la nave principal, mientras que las laterales llevaban a las naves exteriores a la columnata. Se construyeron dos escaleras adosadas a las paredes laterales del naos, que permitían subir al techo para reparar la techumbre. Detrás del naos había un opistodomos in antis.
Es el mayor templo de Selinunte y uno de los mayores templos griegos de la Antigüedad.
Allí se encontró una inscripción en la que se enumeraban los dioses protectores, Zeus, Febo, Heracles, etc., que ayudaron a la prosperidad de la ciudad. Pudo estar dedicado a Apolo o, más probablemente, a Zeus Olímpico, ya que la inscripción encontrada afirma la supremacía de este último. También debió de servir como tesorería de la ciudad.

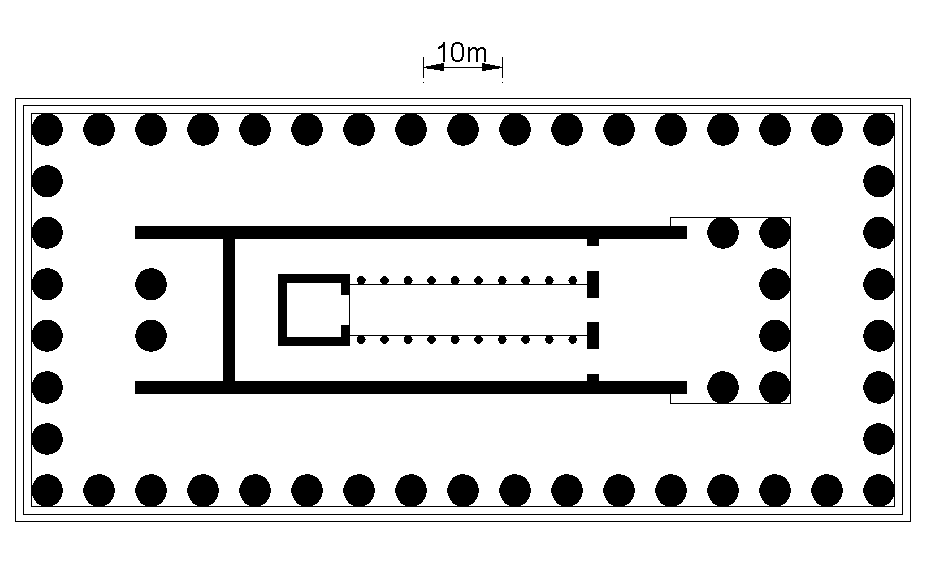
Templo G.
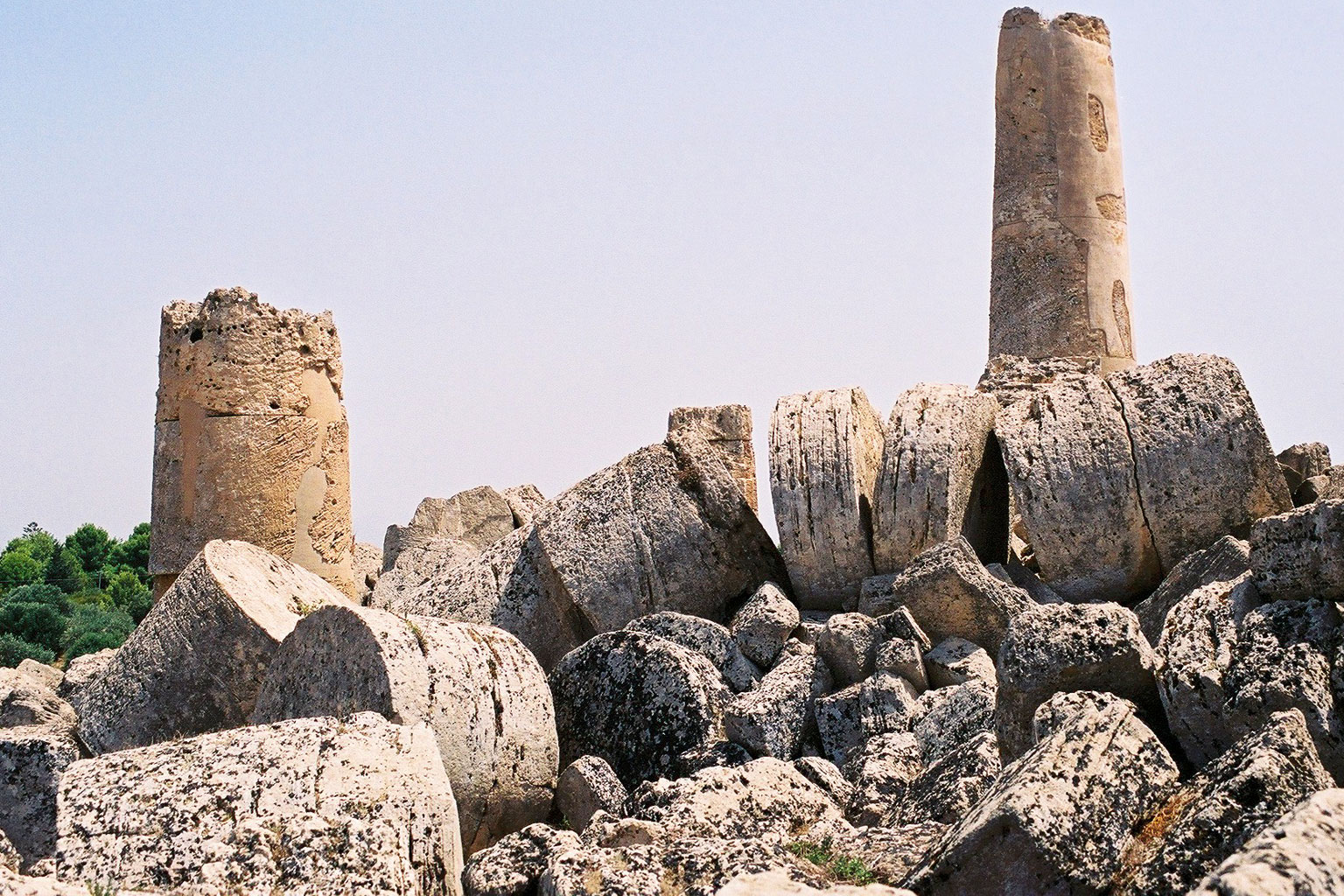
Templo G.
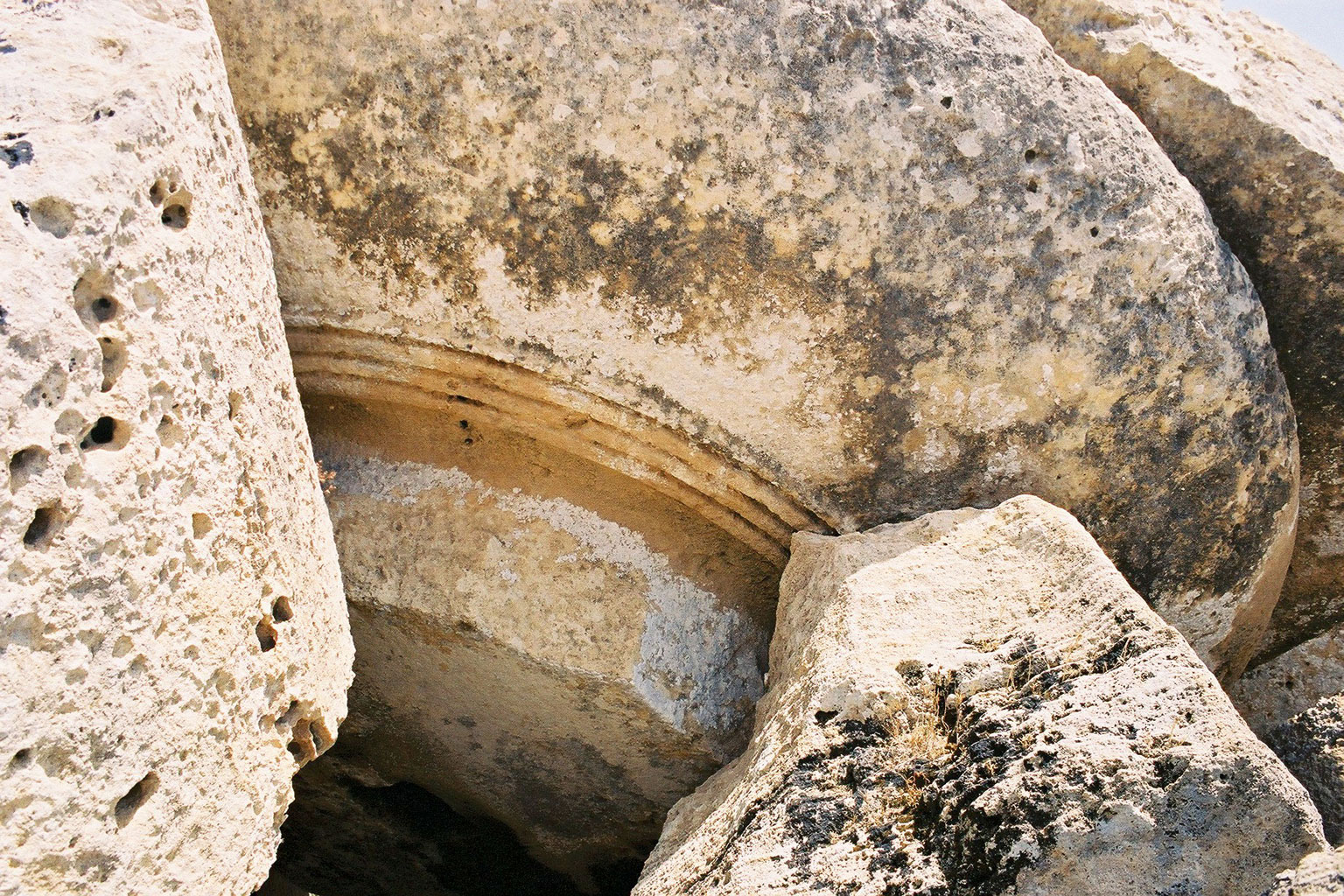
Detalle del Templo G.
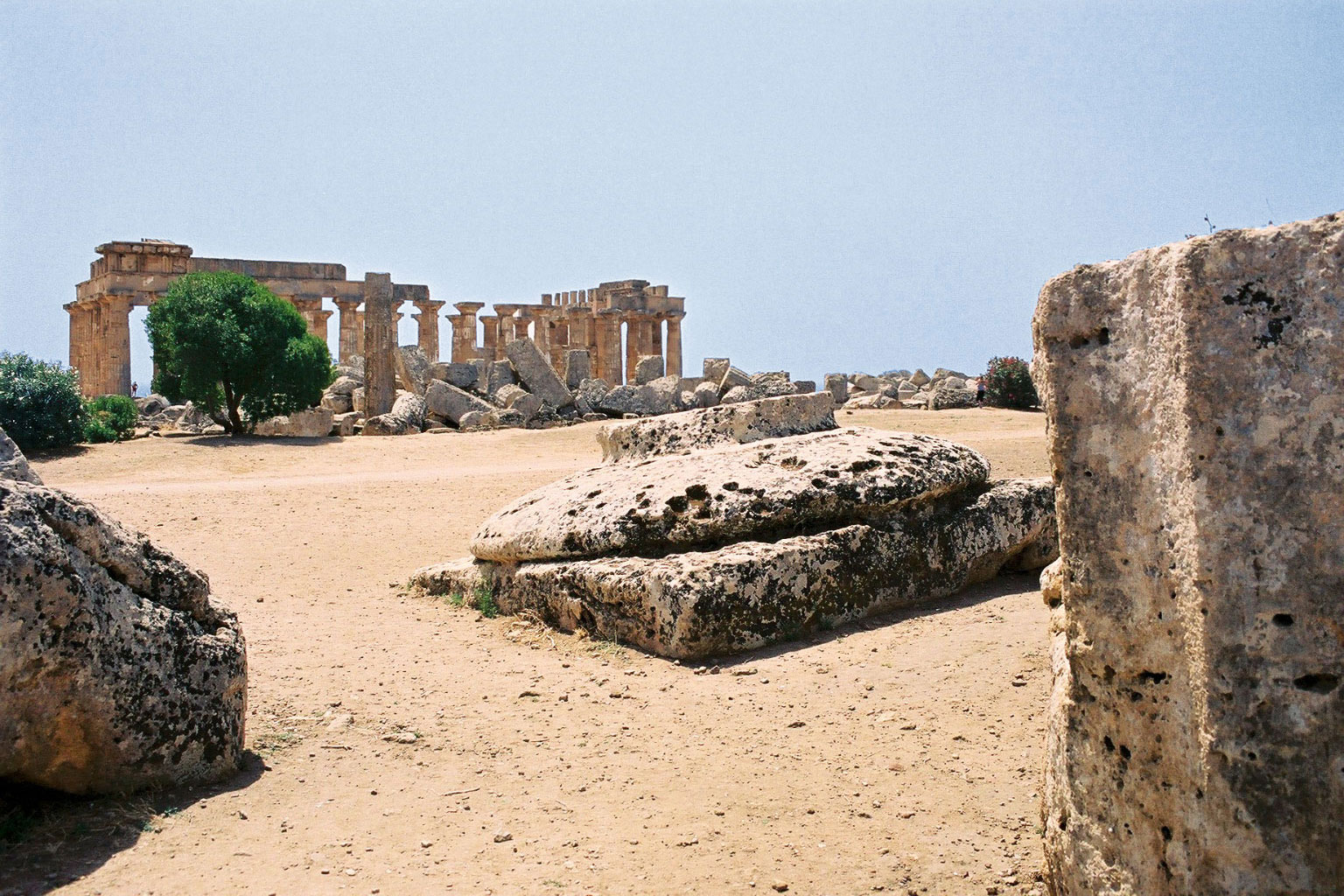
Desde el templo G (capitel dórico arcaico), vista hacia los templos F y E.

Los elementos del frontón, de 70 toneladas de peso y ajustados al milímetro en su día, colocados a 20 metros de altura, ponen en entredicho los procedimientos de construcción de estos templos.
Los templos de Selinunte se caracterizan por una planta alargada, con un naos muy retranqueado y cerrado (ádyton), un frontón acentuado por una doble hilera de columnas, una escalinata situada delante y una tendencia a la extensión de los volúmenes que anuncia los templos hipetros venideros.
Se reubicarán tres enormes columnas de este templo, ya que existe un proyecto de «reconstrucción de tipo científica y de protección», según el arqueólogo Oscar Mei.

### Colina de Manuzza
La colina de Manuzza, de 500 m de longitud y 300 m de anchura en el punto de mayor extensión, contiene las ruinas de la ciudad antigua, así como un vasto recinto fortificado y una puerta monumental. En esta colina se han descubierto tumbas del siglo VII a. C.

#### Ciudad antigua
La estructura urbana primitiva se extendía hasta cubrir completamente la colina de Manuzza, ocupando un área de 1600 x 600 m. La ciudad estaba trazada siguiendo un eje norte-sur en un plano aproximadamente regular, con dos conjuntos de calles paralelas. Las calles estaban compuestas por una retícula de islas de casas de 190 x 32 m, orientadas de norte a sur, a causa de la forma de la colina. En el punto de mayor extensión de la colina, estaba atravesada en el centro por una gran calle de 9 m de anchura, orientada en sentido norte-sur. Esta calle está cortada por calles ortogonales de 3,60 m de anchura  y a 33 m entre sí. Por lo general, las calles tenían una anchura de 9 m, 6,5 m o 3,5 m, provistas de aliviaderos; cada bloque de edificios tenía unos 30,5 m cuadrados. Al norte de la acrópolis se han descubierto doce manzanas, pero las calles se extienden en un eje este-oeste en la llanura del Modione y en la del Gorgo Cotone.

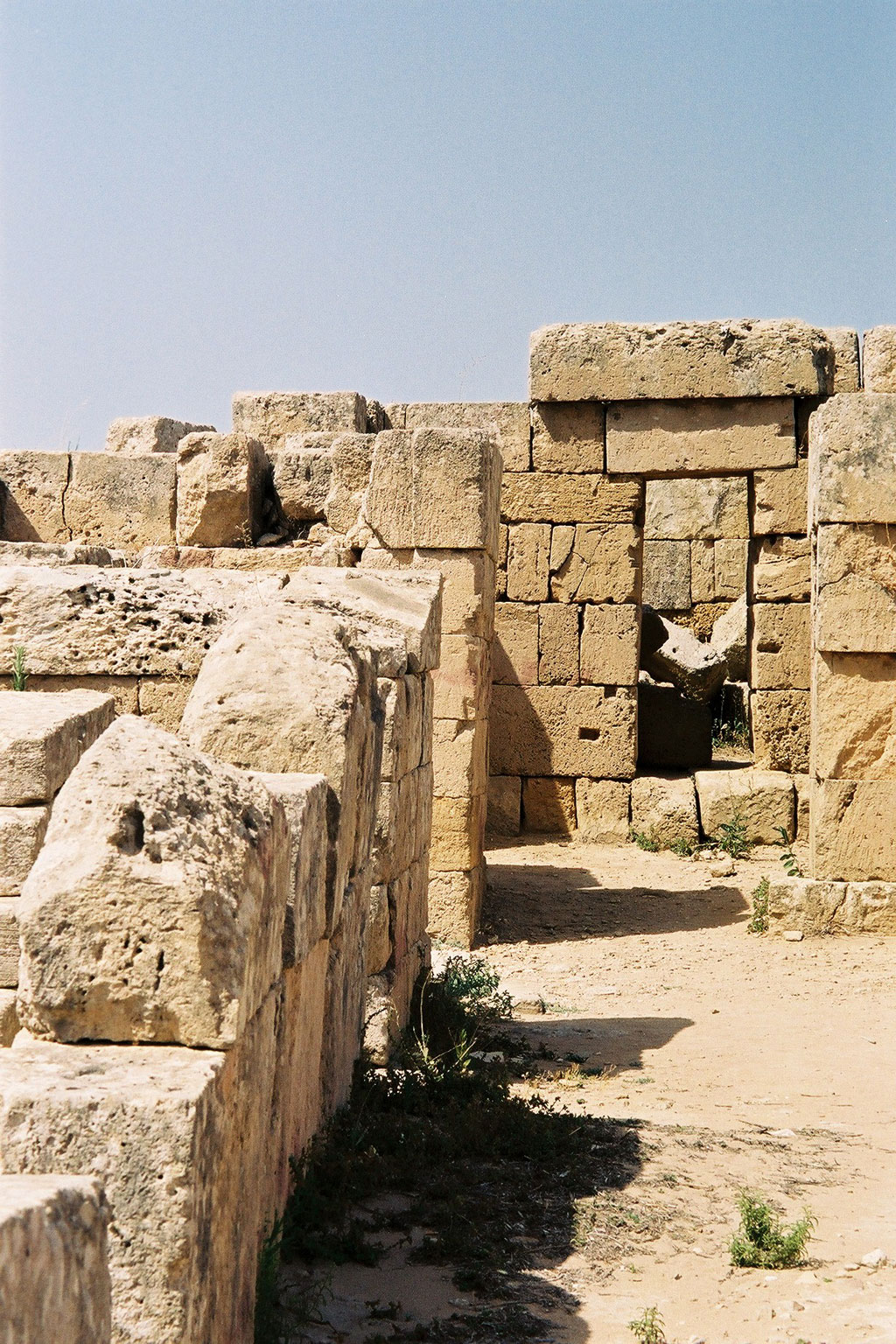
Barrio de la ciudad antigua.

Del periodo helenístico data una larga estoa, en el noroeste del santuario, rodeada por doce tiendas de dos habitaciones, con un piso superiorː a juzgar por todo el conjunto, se ha sugerido su uso como mercado que probablemente asumió las funciones del ágora primitiva, de la que se han encontrado restos y que se hallaba situada probablemente en la colina de Manuzza.
Todos los edificios se han derrumbado a lo largo de los siglos como consecuencia de terremotos. En el siglo V d. C. uno asoló Selinunte. En el siglo XI o XII otro la derruyó. Uno de ellos volvió a causar estragos en 1956, y por este motivo es controvertida la conveniencia de reconstruir los templos.
Dibujos

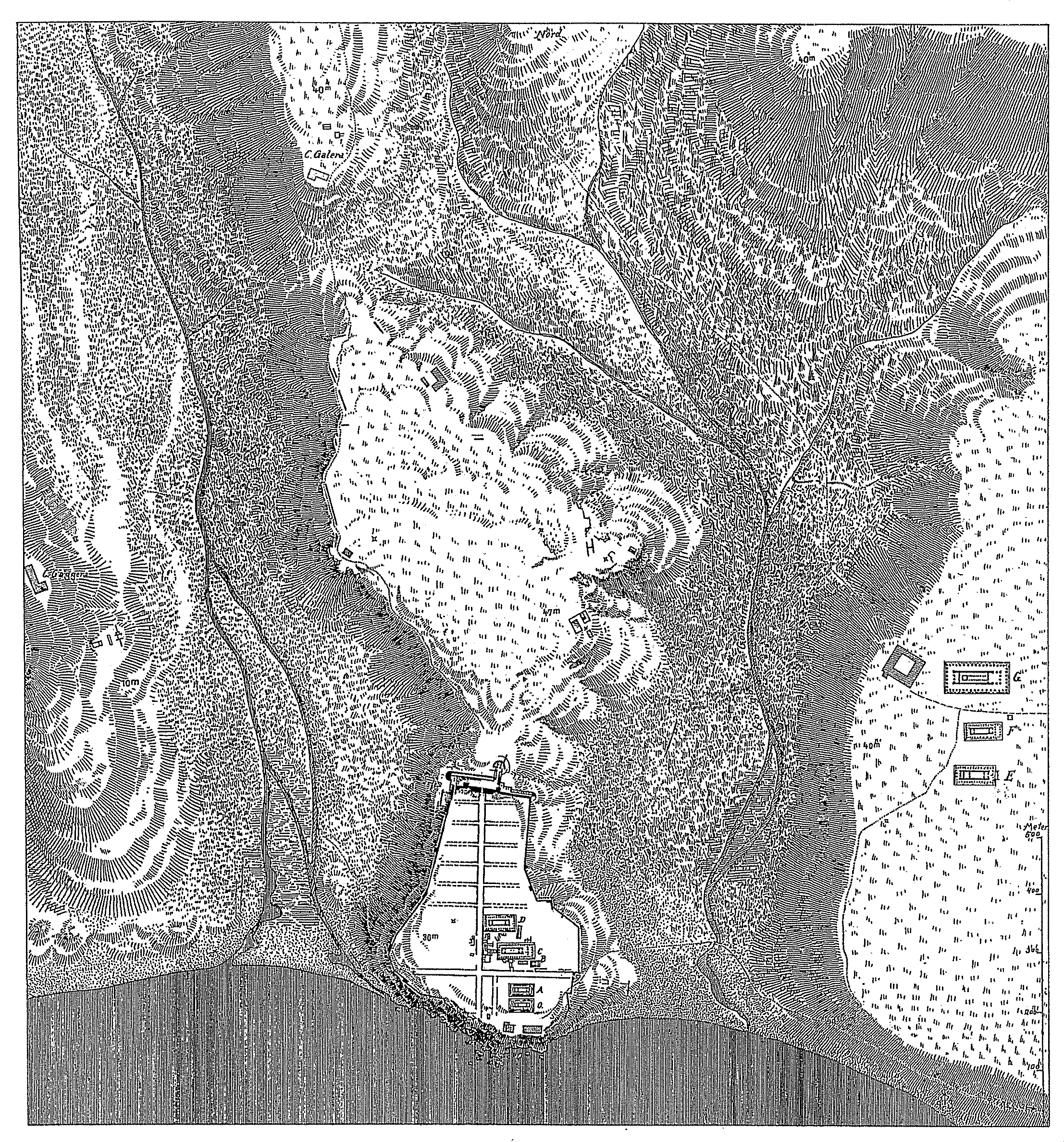
Plano del yacimiento de Robert Koldewey.
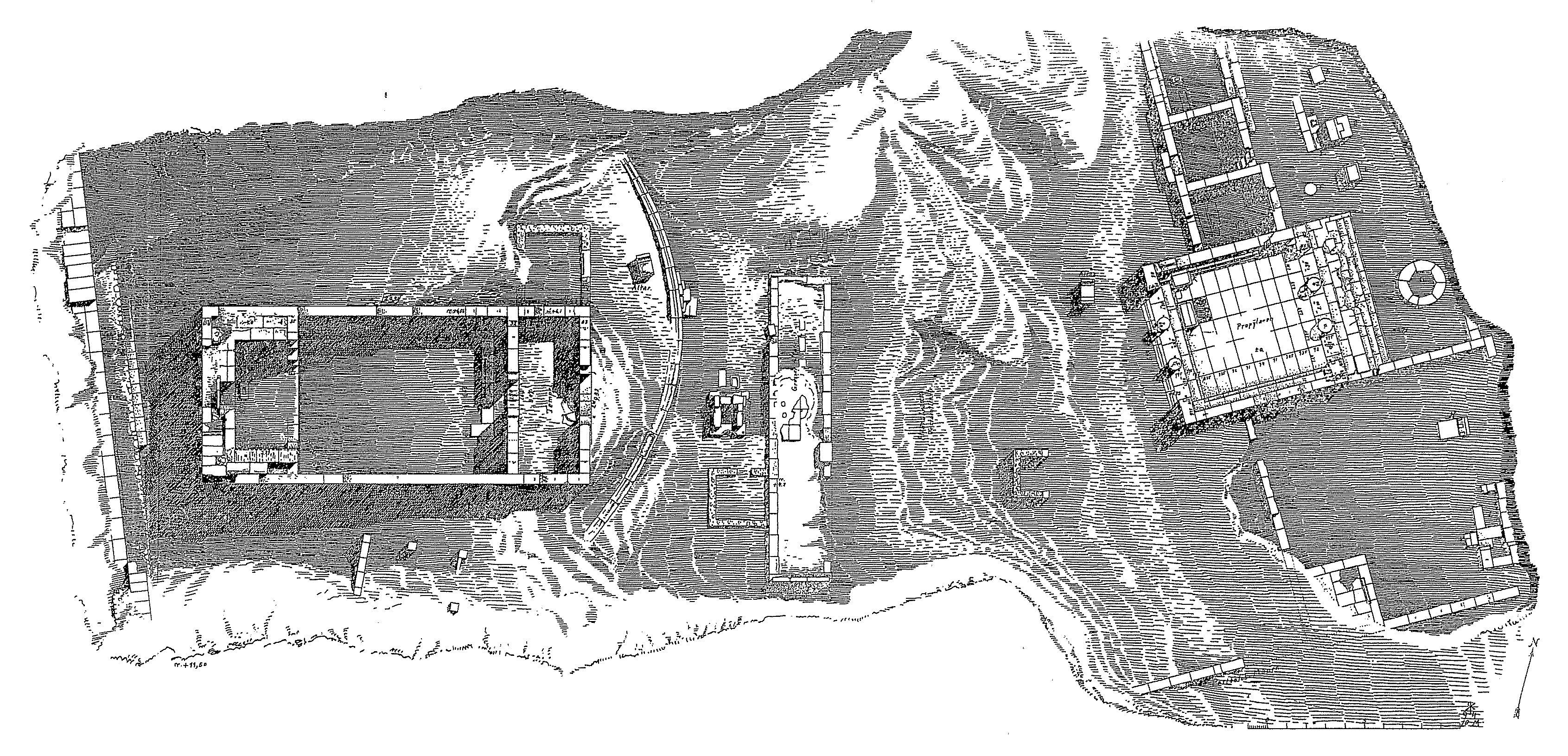
Megaron de Deméter, de Robert Koldewey.

### Colina de Gaggera
La colina de Gaggera, que se extiende en sentido norte-sur, se encuentra al otro lado del río Modione, paralela a la acrópolis y a la ciudad. A los pies de la colina se hallaba el puerto fluvial de Selinunte.
Esta colina incluye un complejo dedicado a culturas mortuorias y deidades ctónicas, Deméter Malóforos es la deidad central, asociada a Perséfone, Zeus Meiliquios, Hécate. Las excavaciones fueron realizadas por V. Gabrici y luego por Vincenzo Tusa en 1969.

#### Santuario de Deméter Maloforos

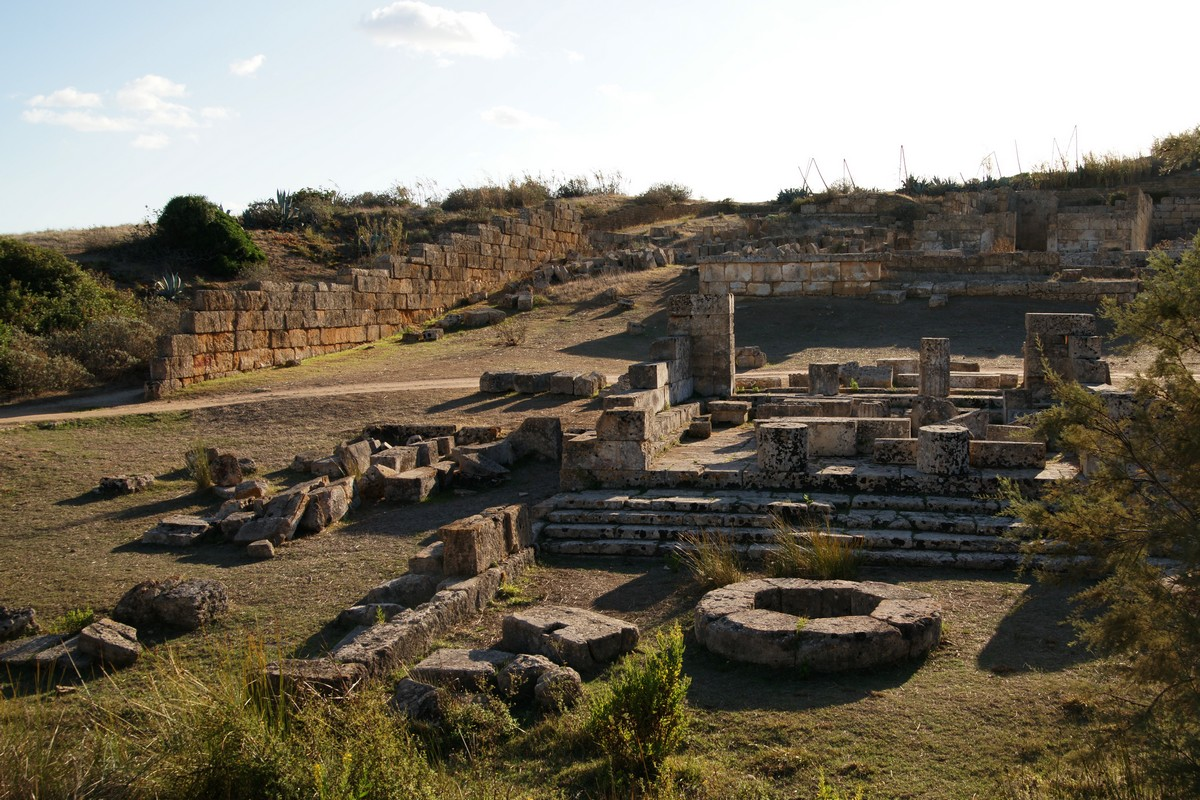
Santuario de Deméter Maloforos

Al oeste de la acrópolis, cerca del manantial Gaggera, hay un santuario de Deméter Maloforos, o “la portadora de la granada”, fruta asociada al culto de la diosa. Su construcción se ha datado en los años inmediatamente posteriores a la fundación de Selinunte. Según el mito, el zumo de la granada, símbolo de fertilidad, lo bebía Deméter. Así, las funciones de la diosa, heredera del culto siciliano a una diosa madre, se relacionan con la fertilidad, la renovación estacional, pero también claramente con funciones infernales y ctónicas.
El santuario ocupaba un área de casi 60 x 50 m, rodeado por un alto muro de perímetro irregular por la naturaleza arenosa del terreno, pero según los estudiosos, dicha irregularidad se debería a que la parte más alta, la suroeste, parece que estaba bastante paralela al megaron, sede de la diosa, mientras que la parte sureste, más ancha y con forma de trapecio alargado, puede que estuviera relacionado con un canal de piedra que conducía el agua del manantial Gaggera situado más al norte.
El santuario, uno de los primeros ejemplos de axialidad en la Arquitectura en la Antigua Grecia, estaba delimitado por su recinto sagrado. La fase más antigua del megaron se retrotrae a finales del siglo VII a. C., debido a la sencillez de la estructura, al altar en su interior que atestigua la primera ola de colonos, y el hallazgo de miles de terracotas votivas. La segunda fase de construcción del segundo santuario, en la que el santuario se amplía data de la primera mitad del siglo V a. C. y medía 20, 40 x 9,52 m. Entonces, se organizó todo el santuario y se construyó una parte del témenos. Disponía de un pronaos, un gran naos y ádyton. Al norte del pronaos había una estancia rectangular. A su izquierda había una habitación casi cuadrada y otra estructura adosada al témenos constituida por dos habitaciones estrechas y largas. Además, también en el siglo V a. C. se le dotó de una entrada monumental, el propileos dístilo in antis , con casas sacerdotales y salas de espera. Su importancia en la vida religiosa de la época puede estimarse por la cantidad de cerámica hallada en el lugar.
En el altar de este santuario se realizaban rituales, como el sacrifico de animales para invocar la protección de Deméter Maloforos o para agradecer si intervención divina. Se encontraron 28 restos y 2299 restos de fauna que mostraban claras huellas de sacrificio y descuartizamiento. La presencia de estas huellas testimoniaría que los animales no cumplían su función solo como ofrendas, sino que también eran consumidos in situ, por quienes participaban en las ceremonias.
Tuvo su máximo esplendor en el siglo V a. C. y pervivió más allá de la fecha de destrucción de Selinunte. En dicho siglo el culto se asimiló en parte, al de Eleusis.
En el siglo III a. C., el culto de Maloforos entró en concurrencia con el de la diosa fenicia Tanit; los cartagineses, entonces dueños de la ciudad, realizaron un sincretismo de ambos cultos.

#### Fuente o Templo M
En las laderas de la colina de Gaggera se descubrió un edificio de 26,80 x 10,85 m  del que se conservan solo  los cimientos. Se levantó al sur de un santuario de Hera.
Construido con bloques regulares, estuvo dividido en dos estancias y precedido por cuatro gradas gigantescas y una zona amplia pavimentada con losas. Datable en la primera mitad del siglo VI a. C. ha sido interpretado por muchos como un templete. Pero las estructuras de la construcción hacen difícil de aceptar esta interpretación. Mucho más convincente es la propuesta que identifica este monumento como una fuente, compuesta por una cisterna, un estanque y una escalinata de acceso. Esta fuente estaría alimentada por un manantial que se halla un poco más al norte y que también surtía agua al canal que de norte a sur atraviesa el santuario de Deméter Maloforos, bordeando el altar principal. Actualmente prevalece la consideración de que esta construcción fuera un témenos, en cuyo interior pudo asentarse un templo, que poseía un friso con metopas.

#### Santuario de Zeus Meiliquios

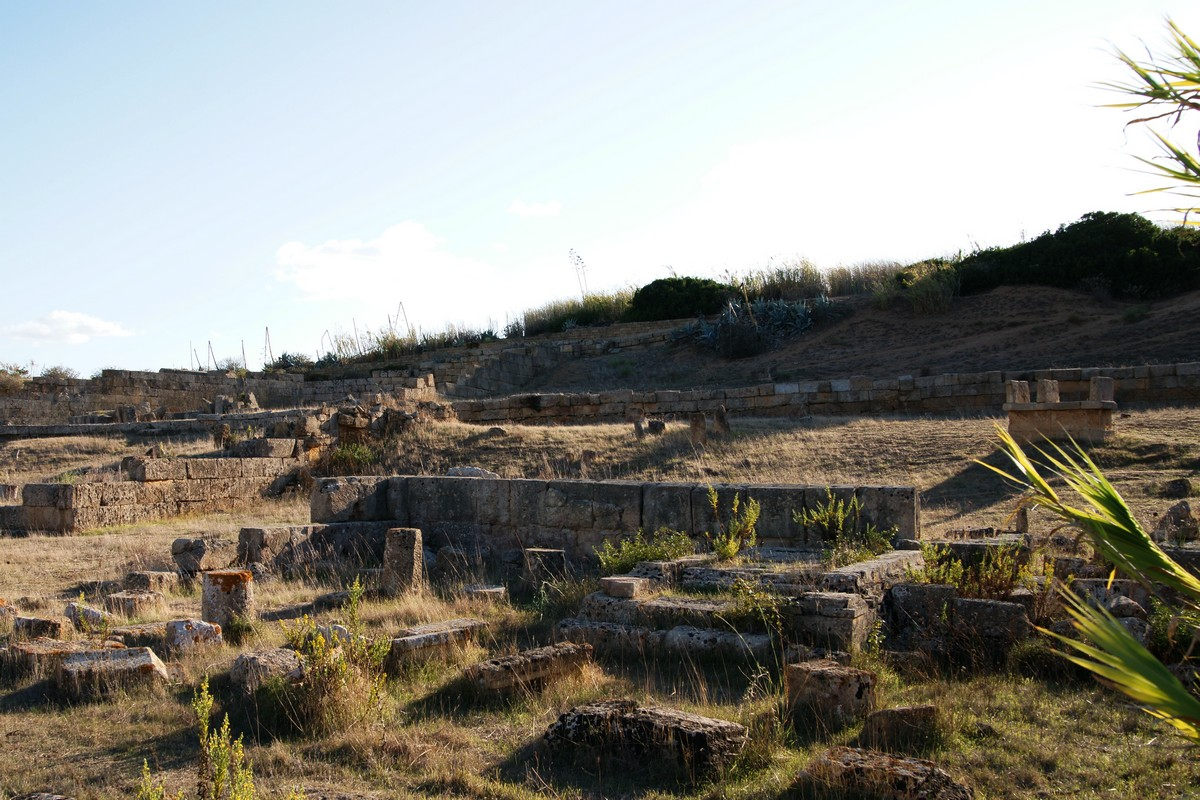
Santuario de Zeus Meliquios.

Quince metros al norte del santuario de Deméter Maloforos se encontraba el santuario de Zeus Meiliquios (“dulce como la miel”, lit. "“Zeus de miel”"), deidad inferna,. cuyo culto estaba muy difundido en las colonias griegas occidentales y que en Selinunte continuó siendo adorado durante el dominio cartaginés. El culto a Zeus Meiliquios habría sido importado a Selinunte por megarenses de reagrupaciones familiares.
El santuario era un cuadrado de 17 m de lado, con un pórtico remodelado en el periodo helenístico. En el interior había dos altares y un pequeño templete de 5,22 m x 3,02 m, próstilo, dórico, con columnas monolíticas y epistilo de orden jónico.
En el temenos se depositaron estelas votivas dedicadas a Zeus Meiliquios. Muchas de ellas estarían relacionadas con un rito de purificación descrito en una ley sagrada de Selinunte.
Las representaciones de banquetes y ofrendas enterradas atestiguan el carácter ctónico del culto. También se encuentra Hermes representando a una pareja divina, probablemente Zeus Meiliquiios y Deméter Maloforos, venerados como protectores de la continuidad familiar y de la supervivencia de la ciudad.

#### Santuario de Hécate

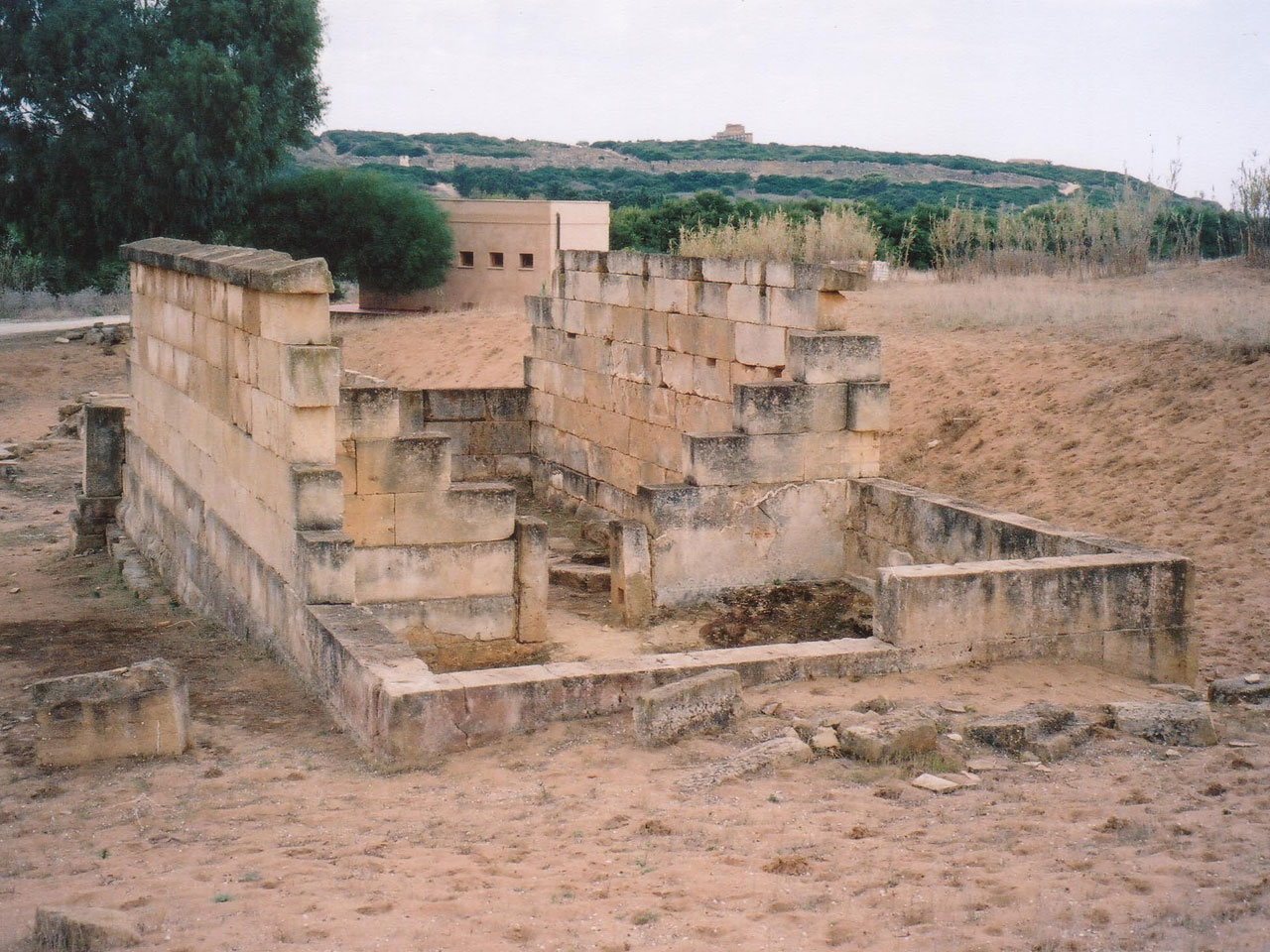
Templo dedicado a Hécate adyacente al santuario de Deméter Maloforos.

Un santuario dedicado a la diosa lunar Hécate se encontraba al este del santuario de Deméter Maloforos.

#### Santuario de Perséfone Pasicratea
En la colina de Gaggera se encuentra también un santuario dedicado a Perséfone Pasicratea  (“la Todopoderosa”). También en este caso se trata de una diosa asociada al culto de los muertos.

#### Necrópolis de Manicalunga
Al oeste, una necrópolis, descubierta en 1872, se encuentra no lejos del santuario de Deméter Maloforos. Allí se han descubierto algunos aríbalos de estilo protocorintio que permitirían datar la fundación de la ciudad en el 650 a. C., sin que exista un consenso entre los especialistas sobre esta fecha. Se han desenterrado sarcófagos de terracota.

### Necrópolìs de Buffa
Esa pequeña necrópolis del barrio de Buffa, se retrotrae a finales siglo VII y siglo VI a. C. Se encontró en las excavaciones realizadas en los años 1960 por la Fondazione Mormino y está situada en  la colina oriental, al norte de los templos.

### Necrópolis de Galera-Bagliazzo
La  necrópolis, más antigua  que la necrópolis de Manicalunga, ocupaba una superficie de 4500 m2  entre el barrio Galera y el barrio Bagliazzo. Situada al noreste de la colina oriental, los enterramientos se hallan en la cima del cerro y en las ladera. Las tumbas se excavaron en la  toba calcárea. Muchas tumbas tienen dos nichos funerarios, mientras que otras presentan una cámara piramidal hueca. Las primeras excavaciones se ejecutaron en la década de 1960. Las tumbas fueron violadas. De esta zona proviene un ajuar funerario de mediados del siglo VI a. C., así como el famoso efebo de bronce de estilo severo (480-470 a. C.).

### Pipio Bresciana y Manicalunga Timpone Nero
Del siglo VI al siglo V a. C., al oeste de la colina Gaggera y del río Modione, esta necrópolis es la más extensa de las de Selinunte, dada su lejanía del centro de la ciudad. No está claro si se trataba de la necrópolis de la ciudad o de una zona suburbana. Además de evidencias de inhumaciones, hay ánforas y pithoi que atestiguan la práctica de la cremación.  Se han estudiado 109 tumbas. Los sarcófagos son de terracota o toba calcárea. También hay estancias cubiertas.

### Canteras de Cusa
No lejos de Selinunte, en el municipio de Campobello di Mazara, se encuentran las antiguas canteras de Cusa, que abarcan un parque arqueológico de 1800 metros de longitud, de donde procede la mayor parte de la piedra era toba calcárea utilizada para la construcción de los templos  y de la ciudad. Tras haber extraído más de 150 000 m3, las canteras fueron abandonadas bruscamente durante la conquista púnica en 409 a. C. Destinados al templo G, 62 tambores de columna inacabados, todavía sobre su base de roca o abandonados durante su transporte, permanecen en el yacimiento; nos dan información sobre los métodos de extracción, transporte y construcción de la época. Para extraer la roca, los selinuntios excavaron surcos en forma circular, de 55 centímetros en la base y 85 cm en la parte superior, que permitían trabajar al obrero. Se hizo una última ranura bajo el bloque, en la que se introdujeron cuñas metálicas (cunei), clavadas con un mazo, para completar el desprendimiento del bloque de la roca. Una vez extraídos, los tambores se cortaban con un martillo y un cincel, luego probablemente se rodeaban con ruedas de madera y se tiraba de ellos con carretas de bueyes. Por último, una vez establecida la columna, la tosquedad de la piedra caliza se enmascaraba con estuco.

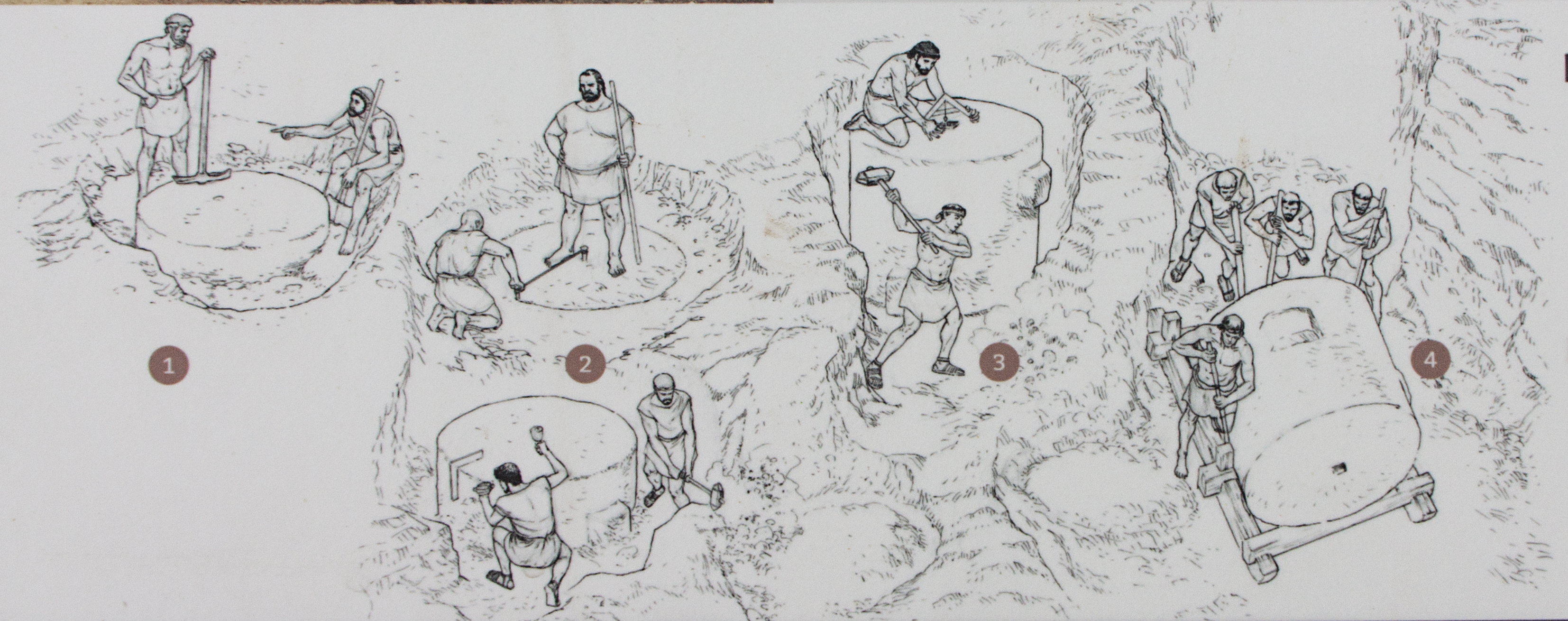
Las fases de construcción de una columna:
El procedimiento de esculpido de los tambores de las columnas implicaba unos cinceles, se creaba un corte curvo (2) que, a medida que avanzaba la obra, se profundizaba;
La operación continuaba hasta que el tambor alcanzaba la altura deseada (3), tras lo cual se extraía desprendiendo del lecho de la roca mediante cuñas de metal o de madera expandidas con agua.
Las piedras se transportan rodando, mientras que los bloques cuadrados se transportaban remolcando, ya sea sobre rodillos o en carretas tiradas por bueyes (4).

|               |
| Cave di Cusa. |

|                        |
| Tambores del Templo G. |

## Otras construcciones y hallazgos
Perpendicular a los propileos, pero en el exterior del santuario, se hallaba una estructura circular, típica de los cultos eleusinos.
En el siglo V a. C., se construyó el monumental propileo al que seguía por el lado norte, adosado al muro del recinto sagrado, una larga estoa con asientos, contemporánea de los propileos.

### Fortificaciones
Se conservan restos de fortificaciones desde el siglo VI a. C., cuyos restos más impresionantes pertenecen al siglo IV a. C. entre los que destaca el sofisticado sistema defensivo que protegía la puerta norte, que incluía murallas de un grosor de casi 6 metros. Fueron reconstruidas con materiales reutilizados, en parte siguiendo el trazado de las murallas más antiguas. Construidas con bloques de piedra, tenían torres y puertas rematadas en arcos apuntados. La puerta norte de la acrópolis, un verdadero bastión, estaba provista de tres torres circulares.
La fortaleza púnica fue ocupada durante un corto periodo de tiempo, en el 276 a. C., debido a su conquista por parte de Pirro II de Epiro.

### Monedas
Selinunte, que fue una de las primeras ciudades de Sicilia en emitirlas, ya que las más antiguas pertenecen al siglo VI a. C. Las monedas de Selinunte son numerosas y variadas. Las más antiguas solo tienen en el anverso la figura de una hoja de apio. Las más tardías representan una figura sacrificando en un altar consagrado a Esculapio, como indica un gallo situado debajo. El tema de este tipo se refiere a una historia relatada por Diógenes Laercio.  En el siglo V a. C. se acuñaron  tetradracmas en los que se plasmó el episodio de Artemisa subida a una cuadriga disparando flechas y subido al mismo carro aparecía Apolo como liberador de la plaga de peste que sufrió Selinunte. Otras acuñaciones de la ceca selinuntina representaban a oceánidas, como es el caso del dios-río Hipsas. Aunque las monedas eran de plata no se ha encontrado ninguna mina de este metal. Seguían tanto el patrón ático-euboico, como el sículo-griego.

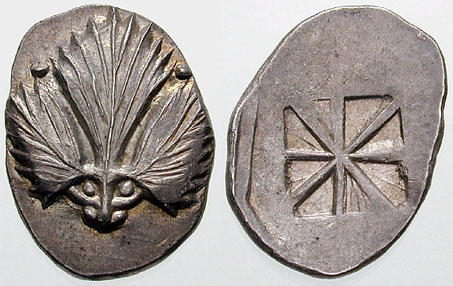
Didracma con una hoja de sélinon y dos bolitas encima. Cuadrado inciso dividido en ocho secciones. Circa 540/530-510 BC.
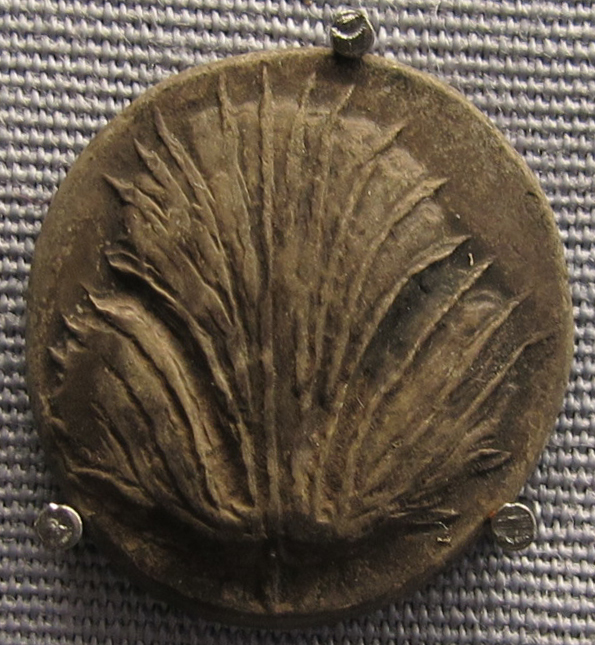
Didracma, circa 480-466 BC.
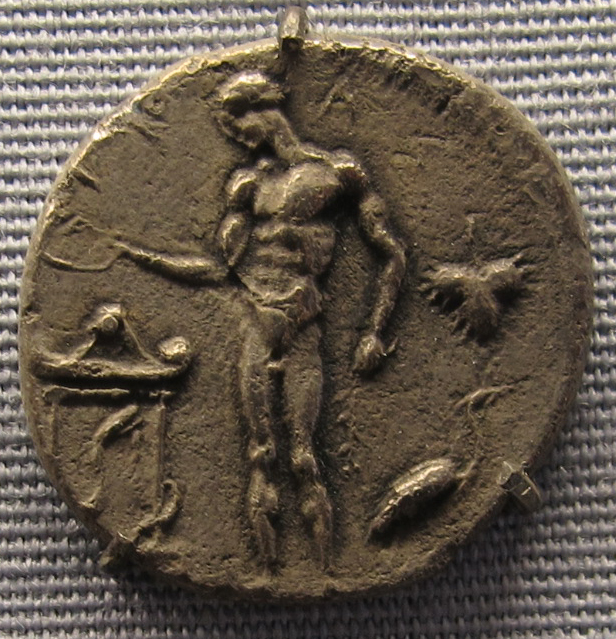
Didracma circa 466-415 BC.
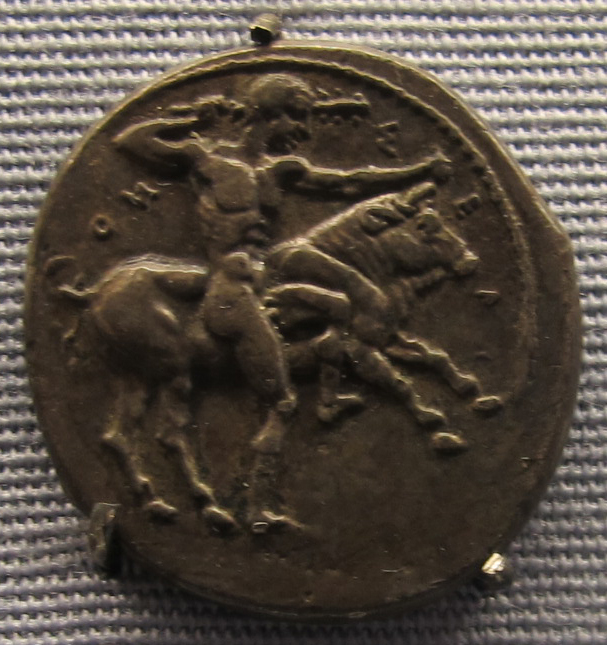
Didracma, circa 466-415 BC.
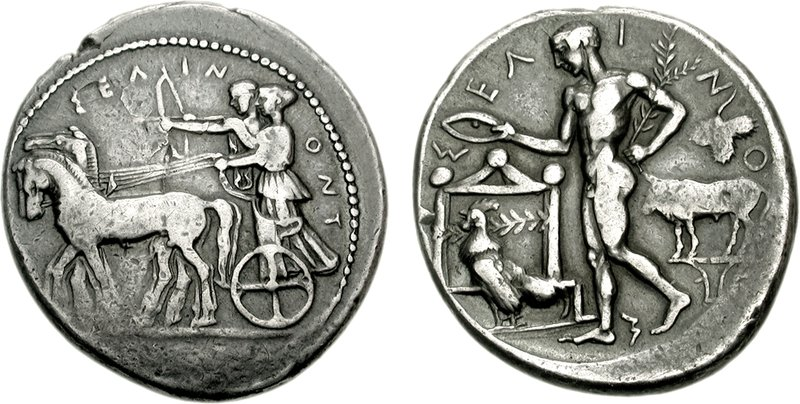
Selinos AR Tetradracma 82000284

### Cerámica

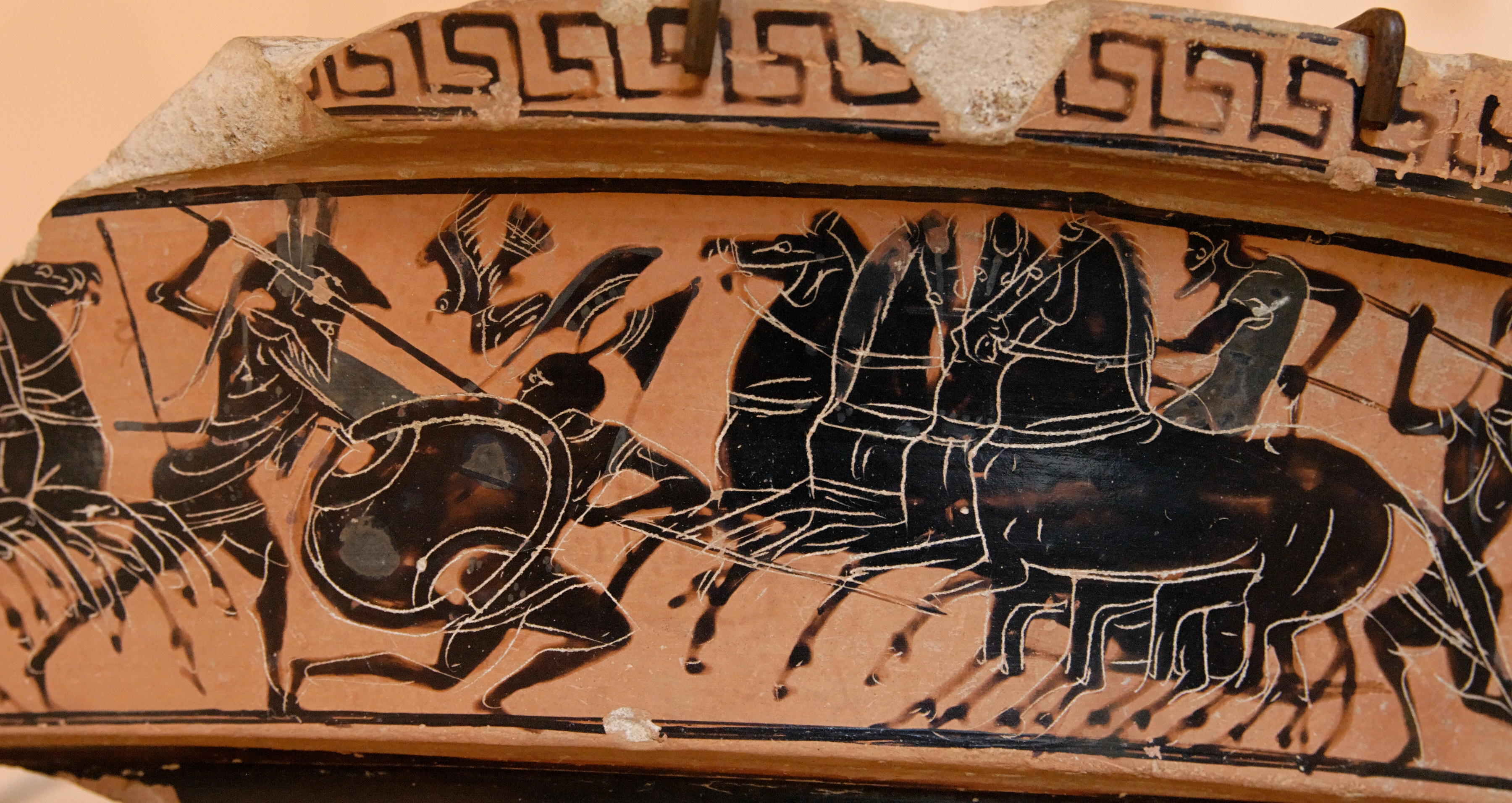
Escena de batalla. Fragmento de una crátera de volutas ática de figuras negras, 520-510 a. C. Procedencia: Selinunte.

En época arcaica, Selinunte era, junto con Gela y Agrigento, el mayor de los tres centros sicilianos de producción de terracotas  funerarias o votivas. En el santuario de Deméter Maloforos se descubrieron más de 12 000 terracotas funerarias. Se ha cifrado en 80 el número de hornos, que abarcaban una superficie de 1250 m2. Allí se han encontrado prótomos de producción local que atestiguan la voluntad de los artesanos de Selinunte de afirmar su autonomía. En el yacimiento también hay estatuillas con ornamentos, fabricadas hacia el 500 a. C.; probablemente estaban dedicadas a la divinidad.
La producción de cerámica era de unas 30  unidades al año y el 80% se exportaba. Hasta avanzado el siglo V a. C. no hay evidencias de la fabricación de ánforas. Para la cerámica descubierta, cf.

### Otros hallazgos
Otros objetos hallados se encuentran en el Museo Municipal de Castelvetrano, entre los que destaca una estatua de bronce del siglo V a. C. conocida como el Efebo de Selinunte. El iconólogo e historiador del arte Giuseppe Camporeale ha sugerido que esta estatua representa a Dioniso Yaco. Como en muchas ciudades griegas, se encontraron textos griegos de maleficio.
En los estratos helenísticos se halló la parte superior del brazo de  mármol de un kuros. Tal vez el brazo formara parte de un fragmento de mármol de un antebrazo—descubierto en 2017— pertenecientes a la misma estatua. Estos brazos constituyen las primeras evidencias de este tipo de esculturas griegas arcaicas encontradas en Selinunte.
Además se hallaron un amuleto en forma de halcón, una imagen de Horus, dios egipcio, y una figurilla de una sirena de marfil, encontrada en 2017.
Asimismo se halló una historiola (conjuro) denominada «hexámetros Getty», en una lámina con tres columnas de texto.

## Museo
En el Parque Arqueológico de Selinunte se encuentra el Museo Baglio Florio, inaugurado en 2017, que se había utilizado para elaboración de vino. El edificio es adyacente al templo G. Sus colecciones abarcan desde la época arcaica hasta la helenística. Está situado circa de Torre Manuzza y la Porta Nord.

## Posteridad
Selinunte es descrita en la Eneida por Virgilio, poeta del siglo I a. C., como «la ciudad de las palmeras».
El compositor italiano Pietro Chiarini escribió una ópera en el año 1744 con el nombre de esta ciudad.
En 1890, en La Vie errante, Guy de Maupassant describía Selinunte como un «montón informe de piedras que sólo puede interesar a los arqueólogos o a las almas poéticas».